# 居者有其屋計劃
居者有其屋計劃（英語：Home Ownership Scheme），簡稱居屋（英語：HOS），是香港的資助出售公共房屋計劃之一，是由香港房屋委員會（房委會）統籌、策劃及興建的出售房屋，以低於市值的價格，並扣除地價（1982年第三期乙起）售予合資格的申請人；此計劃內興建的房屋通稱「居屋」。房委會並且於1978年推出第一期居屋開始，設立居者有其屋中心專門處理有關居者有其屋計劃的事宜。
居屋主要分為兩大類：第一類為房委會自行興建，屋苑名稱通常以「苑」字結尾，大廈名稱則以「閣」字結尾，只有少部份英文字母或數字形式表示座數。此類居屋大部份有其標準居屋樓宇設計型號（例：彈性十字型、十字型、風車型等），也有小部份因為地盤空間不足或其他原因未能採用標準設計時，房委會會用上特別設計（如：寶麗苑、寶熙苑）；另有部份居屋樓宇與出租公屋共用相同的樓宇設計（例：Y型、和諧式、非標準型等），甚至直接由即將落成或已落成但騰空的出租公屋改裝而成。樓宇的設計與出租公屋相同，但物業性質仍屬居屋。
第二類為「私人機構參建居屋計劃」（英語：Private Sector Participation Scheme（PSPS）），（於1988年4月推出的第十期甲及之前的中文名稱則稱為：「私人機構參與計劃」），是指由私人發展商興建，再出售予房委會再售予合資格申請人的居屋單位。該等項目的屋苑及樓宇命名無特定格式，樓宇亦無固定的標準設計，但單位設計則需按批地條款按比例去設置兩房／三房兩廳的固定間格特定面積的住宅單位。計劃屋苑中的樓宇一般簡稱作「私人參建居屋」。

## 概述
計劃原意是為收入不足以購買私人樓宇的市民，提供私人樓宇以外的自置居所選擇。亦可讓收入相對較高之出租公屋住戶（公屋富戶）加快騰出出租公屋單位，供有需要的人入住。
香港另一主要資助房屋機構香港房屋協會也有類似的資助房屋發展計劃，名為住宅發售計劃（Flat For Sale Scheme），此計劃從2012年起改名為資助出售房屋計劃，轉售限制、發售模式和售價與居屋類同，計劃下的項目很多時會連同某幾期的居屋一併出售或獨立出售（若與居屋一併出售，將由房委會統一收集申請及本票）。
居屋是資助公共房屋，業主若要直接出售、出租或加按套現，需要先補地價；如果業主有財政困難需要按揭周轉，可考慮房委會／房屋署的「重新按揭」（加按）計劃。

## 歷史

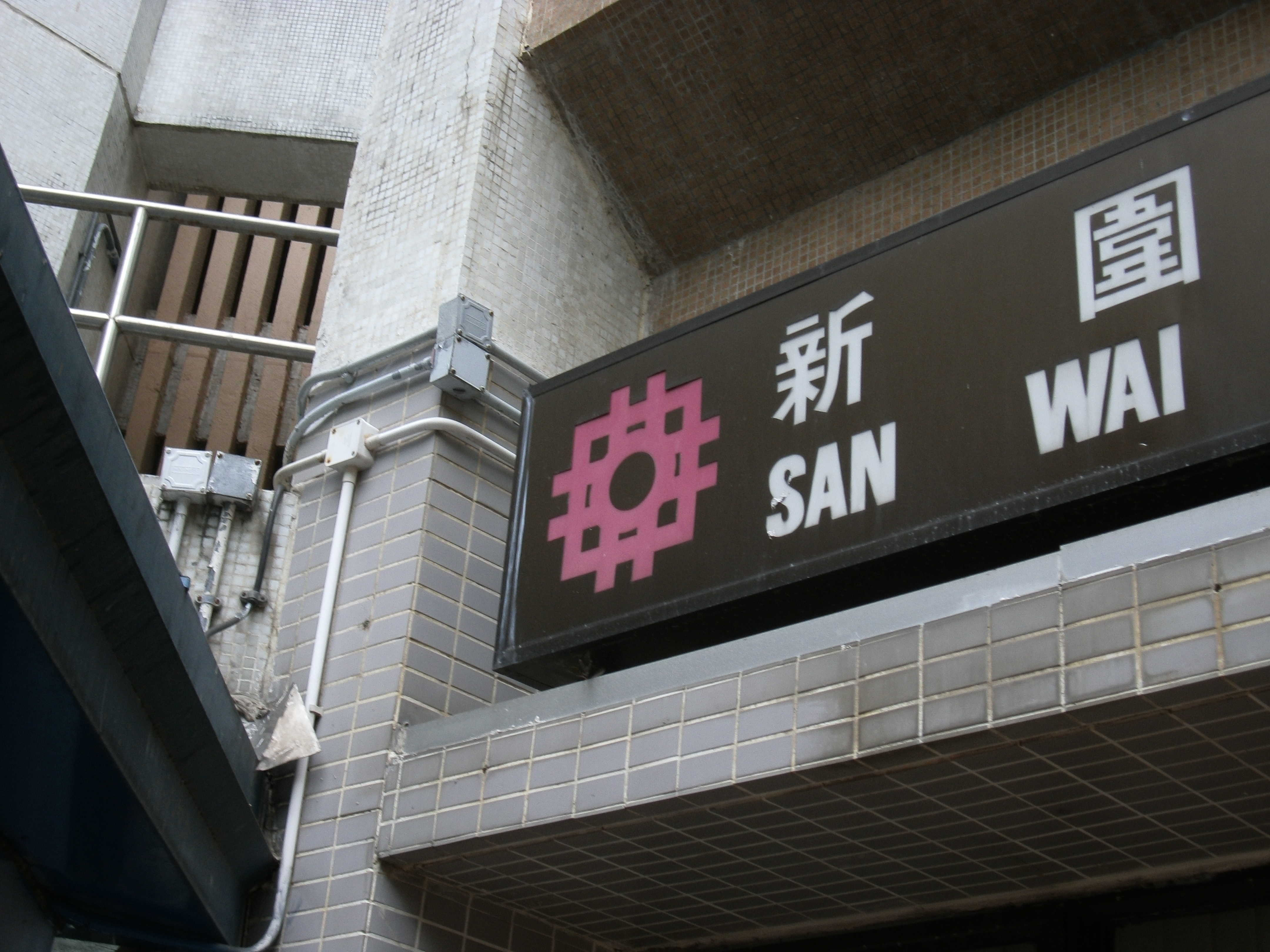
計劃標誌是房委會標誌加上代表「Ownership」的圓形，但現已不再使用（攝於屯門新圍苑）

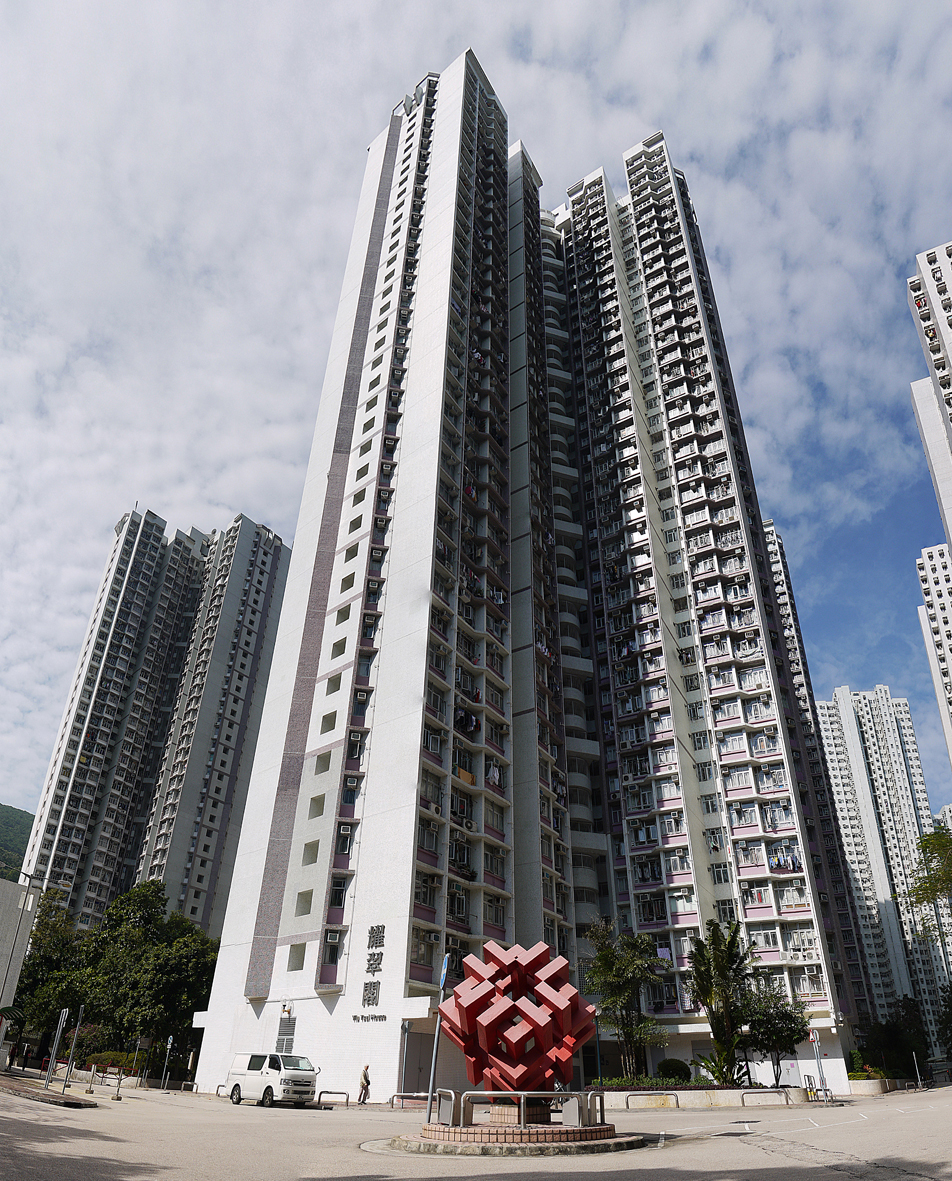
位於小西灣的佳翠苑

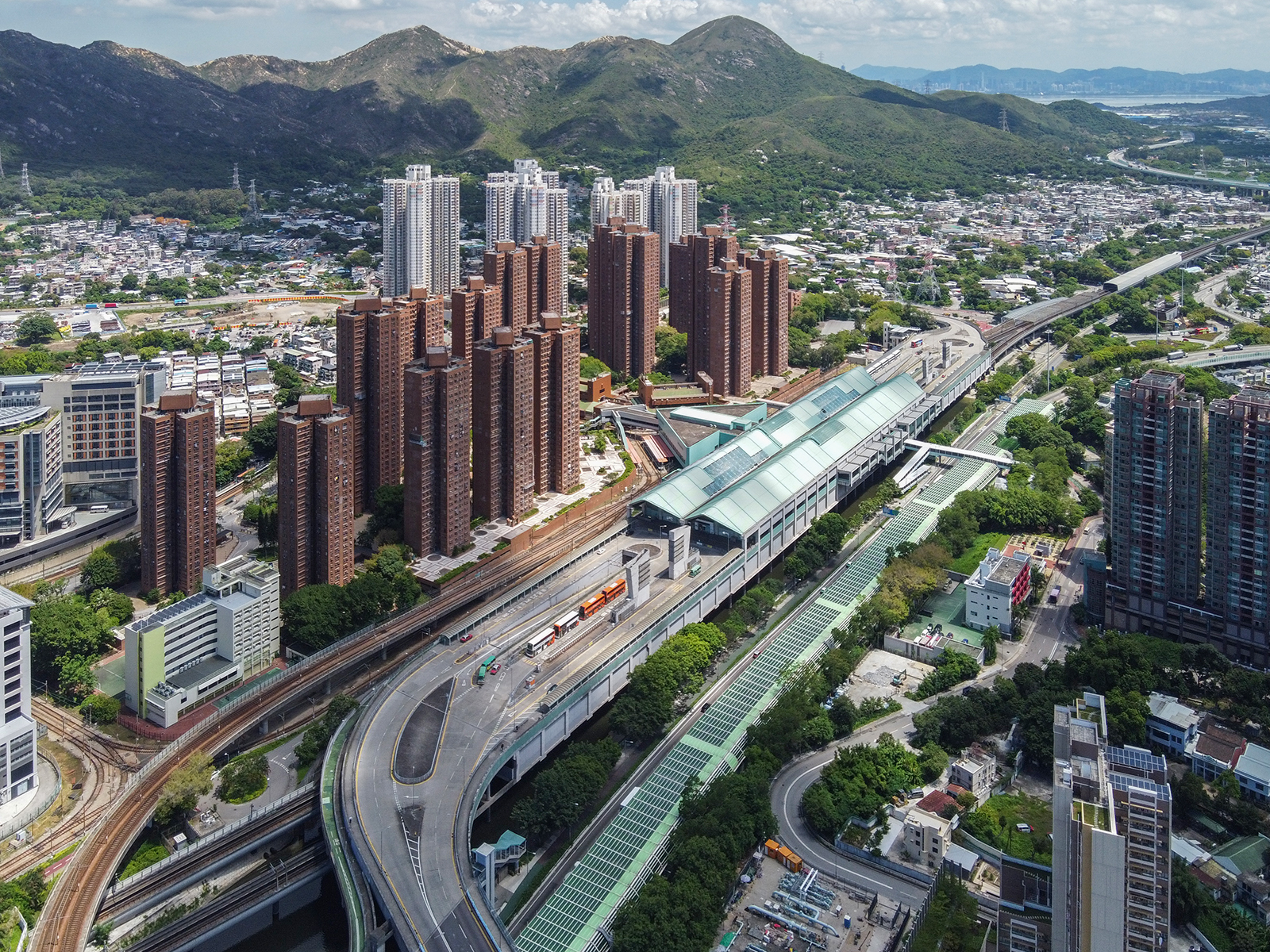
位於屯門的兆康苑

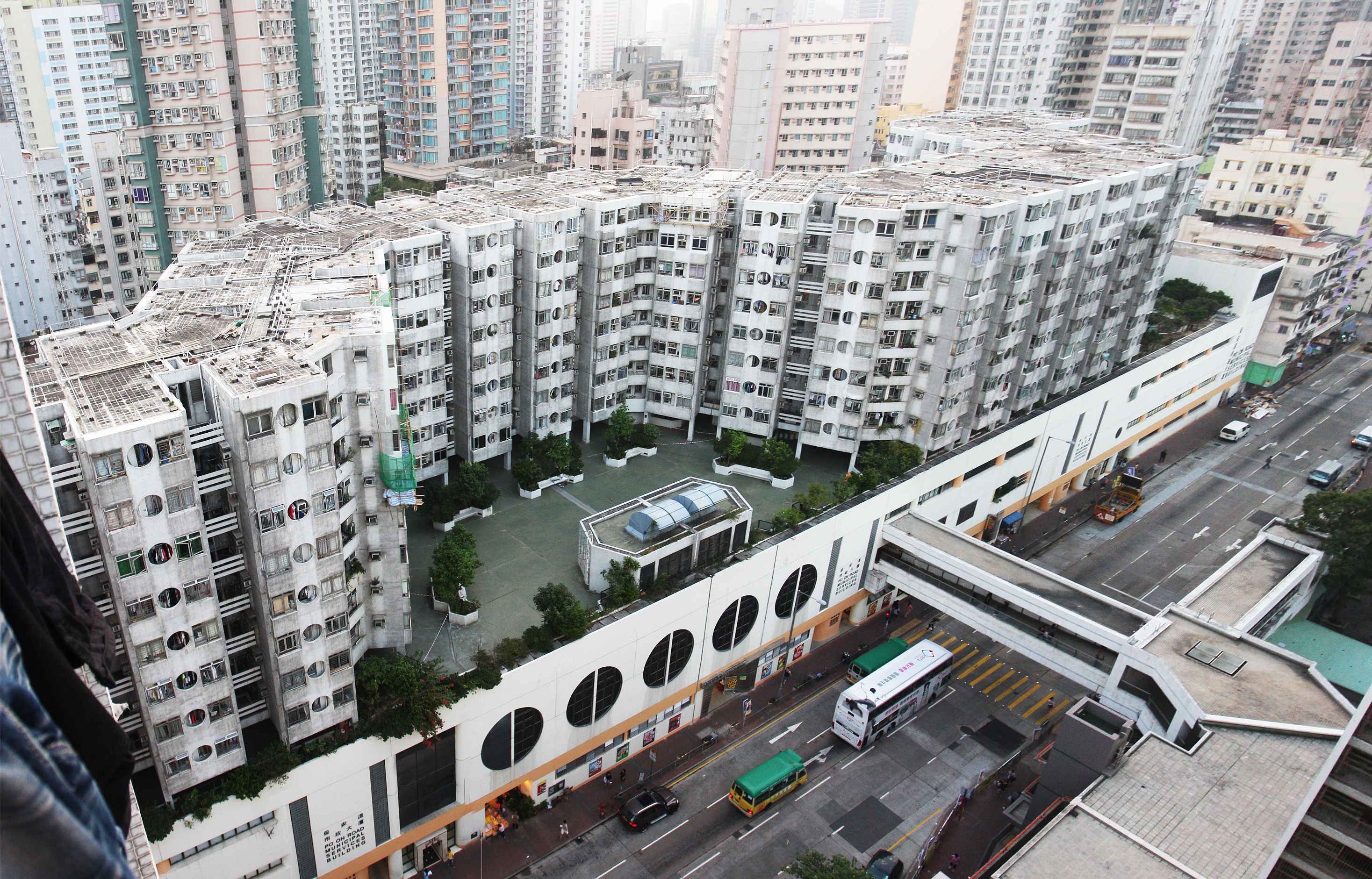
位於深水埗的寶麗苑

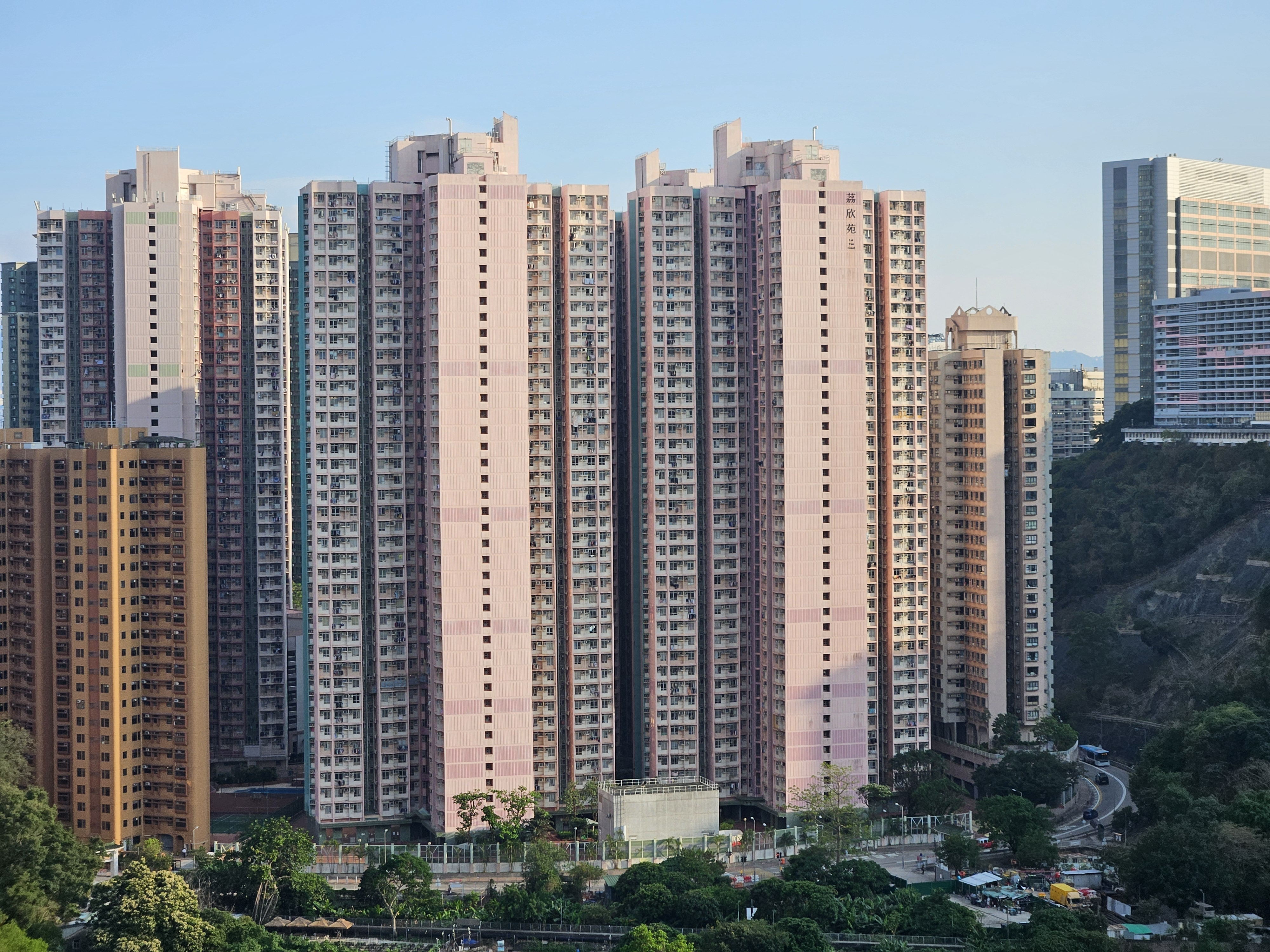
位於葵涌的荔欣苑

1972年，香港政府推行十年建屋計劃，增加公共房屋的單位數量。1976年開始推行私人參建居屋的試驗計劃，並選出油塘、屯門及柴灣，分別位於港九新界的三幅土地作該計劃。1978年2月，房委會於何文田愛民商場二樓設立了居者有其屋中心（英語：Home Ownership Centre）處理有關居者有其屋計劃的事宜，並推出首批6個居者有其屋屋苑約8,300個單位正式推出接受申請，分別是葵涌悅麗苑、觀塘順緻苑、柴灣山翠苑、何文田俊民苑、香港仔漁暉苑及沙田穗禾苑，當時這批單位的售價介乎是由80,900港元至165,900港元，共收到約36,000份申請表，超額認購約4倍，到1979年首個居屋屋苑順緻苑落成入伙；1979年11月首先推出私人參建居屋計劃的油塘中心及置樂花園共1506個單位，卻收到約57,000份申請書，超額認購約38倍。由於試驗計劃的成功，私人參建居屋計劃便成了居屋計劃的一部份，到1980年首個私人參建居屋屋苑油塘中心亦告落成入伙。
1982年第三期乙起，所推出的居屋在出售時不包括地價及實施十年轉售限制。
1983年房委會推出「中等入息家庭房屋計劃」（英語：Middle Income Housing Scheme（MIHS）），當時擬發售屯門美樂花園、柴灣康翠臺及樂翠臺。當時首先推出的美樂花園，因推售市樓市逆轉，市民反應冷淡，導致未能售出的單位，後來要改作政府宿舍或售予原來不合資格的家庭。因沒有置業者支持，最後整個計劃被擱置，康翠臺及樂翠臺改為「私人參建居屋計劃」出售。
1985年居者有其屋中心搬遷到樂富中心四樓，而居屋示範單位則遷往樂富邨（當時隸屬橫頭磡邨）的宏樂樓平台。
1999年居者有其屋中心及居屋示範單位一併搬遷到樂富房委會客務中心內，居屋中心搬去客務中心三樓，而居屋示範單位則搬去客務中心一樓。
2014年居者有其屋中心則搬遷到樂富房委會客務中心一樓，而居屋示範單位則設於油塘大本型商場中庭內。
2016年至今，居屋已經取消實體示範單位，改為網上展示三維立體模型代替。
居屋計劃從第二期起房委會以平均每年一期，再細分最小一個銷售階段至最多四個銷售階段（即：甲、乙、丙及丁）的階段發售，最後一期正式推出的為第24期甲（而歷年來被取消的期數只有23期乙、24期乙及25期所有階段），2003-2011年期間停建居屋，而2014年12月房委會重推新居屋接受申請，而銷售階段改以年份劃分。
從居屋22期甲起，除了出售一手居屋單位，亦同時出售租者置其屋計劃轄下未售出租公屋單位，但由於政府有意縮短出租公屋輪候年期，此等安排在2001年取消。
2001年9月3日，政務司司長曾蔭權取得行政長官的同意後，要求房委會主席暫停發售居屋第23期乙，直至2002年6月底為止，希望能夠解決居屋市場侵蝕私營市場的問題。
2002年11月，香港政府推出孫九招，宣佈無限期擱置居者有其屋計劃，即不會再興建新的居屋及住宅發售計劃屋苑。2005年起，多名立法會議員建議政府重新推出居者有其屋計劃，甚至有出租公屋居民寧願交出其單位，也希望能重新推出居屋，但屢次被政府拒絕。直至2011年，在中央政府施壓後，香港政府正式宣佈復建居屋，首批復建新居屋已於2014年12月份公開接受申請，次批則於2016年2月接受申請，其後也會每年一期（但不再細分階段）推出新單位發售（除2015年及2021年外）。

## 分類與命名
由房委會所發展的資助出售屋苑（包括居者有其屋計劃、重建置業計劃、可租可買計劃及綠表置居計劃）英文名稱一般以中文名稱的香港政府粵語拼音，再按英國的council housing傳統，把Court 字放在「苑」名尾綴。而屋苑的中文名稱，一般以吉祥用詞/寓意/動物命名，如黃大仙區的龍蟠苑、天馬苑、鵬程苑及南區香港仔的鴻福苑；或配合附近地方特色/配合附近屋邨/屋苑/街道名字來命名的，不同地區的居屋屋苑，很多時會使用不同的共通字來命名，詳情如下。
至於樓宇命名方面，若房委會自行發展的屋苑設有多於一幢大廈，則會為每座大廈命名，其中一個共通字一般會來自屋苑名稱，並一律附以「閣」（House）作尾綴。
| 全香港居屋各分區居屋命名 | 全香港居屋各分區居屋命名 | 全香港居屋各分區居屋命名            | 全香港居屋各分區居屋命名 |
| 區域                     | 分區                     | 屋苑起名                            | 例子 |
| ------------------------ | ------------------------ | ----------------------------------- | --- |
| 港島                     | 赤柱                     | 龍                                  | 龍欣苑、龍德苑 |
| 港島                     | 香港仔、黃竹坑、鴨脷洲   | 漁（居屋） 濤（私人參建居屋）       | 漁暉苑、漁安苑 南濤閣、雅濤閣                                                                                                  |
| 港島                     | 筲箕灣                   | 東                                  | 東旭苑、東欣苑、東盛苑、 東熹苑、東霖苑、東濤苑、東駿苑                                                                        |
| 港島                     | 柴灣/小西灣              | 翠                                  | 山翠苑、杏翠苑、佳翠苑、怡翠苑、 悅翠苑、茵翠苑、景翠苑、曉翠苑 私人參建居屋：康翠臺、樂翠臺                                   |
| 港島                     | 北角                     | 華                                  | 驥華苑 |
| 九龍東                   | 樂富/橫頭磡              | 強（樂富/橫頭磡） 天（竹園道）      | 富強苑、康強苑、德強苑、嘉強苑 天馬苑、天宏苑                                                                                  |
| 九龍東                   | 牛池灣/新蒲崗            | 瓊、彩、采                          | 瓊山苑、瓊麗苑、瓊軒苑 采頤花園、彩峰苑、彩興苑                                                                                |
| 九龍東                   | 慈雲山                   | 慈                                  | 慈安苑、慈愛苑 |
| 九龍東                   | 藍田                     | 康                                  | 康田苑、康盈苑、康栢苑、康華苑、 康逸苑、康雅苑、康瑞苑                                                                        |
| 九龍東                   | 油塘                     | 油、高                              | 油翠苑、油美苑 高俊苑、高翔苑                                                                                                  |
| 九龍東                   | 秀茂坪                   | 曉                                  | 曉麗苑 |
| 九龍東                   | 鑽石山/啟德              | 啟                                  | 啟朗苑、啟欣苑、啟翔苑、啟鑽苑                                                                                                 |
| 九龍東                   | 安達臣                   | 安                                  | 安秀苑、安麗苑、安楹苑、安樺苑、安柏苑                                                                                         |
| 九龍西                   | 何文田/土瓜灣            | 冠                                  | 冠暉苑、冠德苑、冠熹苑、冠山苑                                                                                                 |
| 九龍西                   | 深水埗                   | 寶、怡、麗（非填海區） 凱（填海區） | 寶麗苑、寶熙苑 怡閣苑、怡靖苑 清麗苑 凱樂苑、凱德苑                                                                            |
| 新界東                   | 將軍澳                   | 明                                  | 和明苑、欣明苑、英明苑、唐明苑、浩明苑、彩明苑、 景明苑、煜明苑、裕明苑、雍明苑、頌明苑、廣明苑、 寶明苑、顯明苑               |
| 新界東                   | 沙田                     | 愉（城門河東岸） 林（小瀝源）       | 愉城苑、愉田苑、愉翠苑、愉德苑 廣林苑、康林苑                                                                                  |
| 新界東                   | 大圍                     | 嘉（顯徑） 美（香粉寮）             | 美城苑、美松苑、美盈苑、美柏苑 嘉田苑、嘉徑苑、嘉順苑 屬於該分區但不使用共通字的屋苑：豐盛苑、景田苑                           |
| 新界東                   | 火炭                     | 穗、禾                              | 穗禾苑、旭禾苑、彩禾苑 |
| 新界東                   | 馬鞍山                   | 錦                                  | 錦英苑、錦泰苑、錦鞍苑、錦龍苑、錦禧苑、錦豐苑                                                                                 |
| 新界東                   | 大埔                     | 雅                                  | 汀雅苑、怡雅苑、明雅苑、景雅苑、逸雅苑、頌雅苑、德雅苑、寶雅苑                                                                 |
| 新界東                   | 粉嶺/上水                | 盛                                  | 安盛苑、昌盛苑、欣盛苑、景盛苑、雍盛苑、嘉盛苑 屬於該分區但不使用共通字的屋苑：旭埔苑、彩蒲苑、山麗苑                          |
| 新界西                   | 葵涌                     | 葵、峰                              | 葵賢苑、葵康苑、葵俊苑、怡峰苑、寧峰苑                                                                                         |
| 新界西                   | 荔景/九華徑              | 麗、荔                              | 悅麗苑、賢麗苑、荔欣苑 |
| 新界西                   | 青衣                     | 青                                  | 青宏苑、青俊苑、青泰苑、青盛苑、青華苑、青雅苑                                                                                 |
| 新界西                   | 荃灣（德士古道）         | 尚                                  | 尚翠苑、尚文苑 |
| 新界西                   | 屯門                     | 兆                                  | 兆山苑、兆安苑、兆邦苑、兆軒苑、兆康苑、 兆畦苑、兆隆苑、兆禧苑、兆麟苑、兆翠苑、兆湖苑 屬於該分區但不使用共通字的屋苑：新圍苑 |
| 新界西                   | 元朗                     | 屏                                  | 屏欣苑、朗天苑 屬於該分區但不使用共通字的屋苑：鳳庭苑、宏富苑                                                                  |
| 新界西                   | 天水圍                   | 天                                  | 天盛苑、天祐苑、天麗苑、天愛苑、天頌苑、天富苑                                                                                 |
| 離島                     | 梅窩                     | 銀                                  | 銀河苑、銀蔚苑 |
| 離島                     | 東涌                     | 裕                                  | 裕東苑、裕泰苑、裕雅苑 |

### 私人機構參建居屋計劃

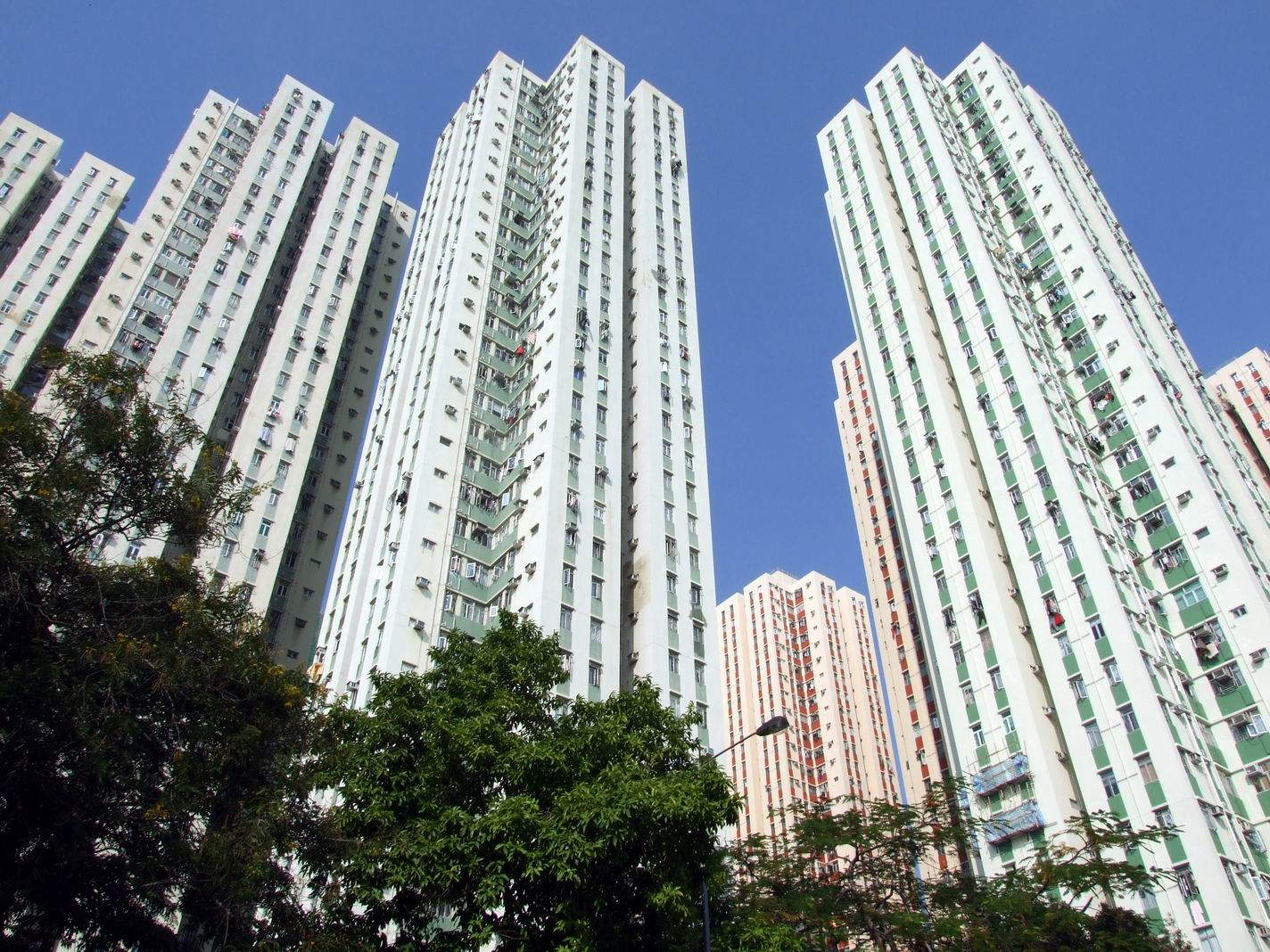
麗晶花園

在1970年代至2002年期間，以及自2023年起，私人發展商會參與居屋興建，為「私人機構參建居屋計劃」屋苑，計劃是政府在1977年設立，目的為輔助居者有其屋計劃，提高建屋量，藉以紓緩市民對居者有其屋的需求，為公共屋邨住戶及中下入息家庭提供自置居所的機會。首個此類屋苑是位於油塘的油塘中心。
根據私人參建居屋計劃，政府邀請私人發展商競投建屋地盤，當中不乏著名私人發展商如香港地下鐵路公司（即今香港鐵路有限公司）、恒隆集團、新世界發展有限公司、新鴻基地產發展有限公司、鷹君集團、嘉里集團、中國海外發展、希慎興業、香港置地等，俾能興建符合指定規格樓宇；而從2023年起，發展商亦可撥用其手上的土地儲備，並申請劃出部分單位作私人參建居屋。私人機構參建居屋計劃的住宅單位與居屋計劃的單位均有轉售及其他限制，而此等樓宇的買主皆可按照特惠條件獲得指定財務機構提供的按揭貸款。然而，買主在選擇其單位時，必須繳付相等於樓價半成（如屬綠表申請人）或一成（白表申請人）的提名費。此筆款項須在居屋中心繳交，但收受此筆提名費，並不代表房屋委員會或政府在樓宇買賣中成為發展商或買主的代理人。其後，買主須往發展商委托的律師樓辦理購樓的法律手續及繳付由律師公會制訂的有關律師費用。當買主與發展商簽妥樓宇買賣合約後，所繳的提名費將作為樓價的部份付款。在樓宇可供入伙及簽署屋契文件時，買主須將樓價餘款付予發展商。同時，除印花稅及登記契據文件的田土註冊費外，並須繳付發展商所委托的律師樓就辦理契據法律手續所收取的有關費用，此項費用由律師公會制訂，隨後將由發展商安排交樓及其他入伙手續。在入伙後，屋苑的管理、保養、維修、清潔及保安等服務將由發展商及其委任的管理公司負責及提供。
私人機構參建居屋計劃地盤的投標是由私人機構參建居屋計劃投標小組審議，其成員來自多個政府部門及包括有房屋委員會轄下的居屋小組，建築小組和編制及財務小組委員會的各位主席。該小組委員會在接到投標申請書後，便會就標投的地價、規劃準則、設計與建築建議、管理建議、以及過往參建紀錄等進行評估。與政府售地予其他私人發展商的安排一樣，根據私人而投得土地的發展商須依照賣地章程內的各項規定，負責設計、建築工程和日後屋苑的管理、保養及維修等工作；而發展商可擁有該土地的業權，並可自由租售屋苑內的車位及商業設施。
總括來說，根據私人機構參建居屋計劃，住宅單位買主必須獲房屋委員會提名，而買主可得與居屋計劃相同的特惠按揭貸款，並受轉售及其他限制。除上述之外，其他一切安排，如屋苑設計、建築工程、購樓法律手續及有關律師費用、交樓及入伙手續、屋苑管理等，均由私人發展商及其委托的建築師、律師及管理公司負責，與一般私人物業發展無異。
例子有鰂魚涌康山花園、九龍灣麗晶花園、旺角富榮花園、將軍澳安寧花園、屯門龍門居、柴灣康翠臺、小西灣富欣花園及筲箕灣愛蝶灣等等。

### 私人參建居屋項目及其樓宇之命名

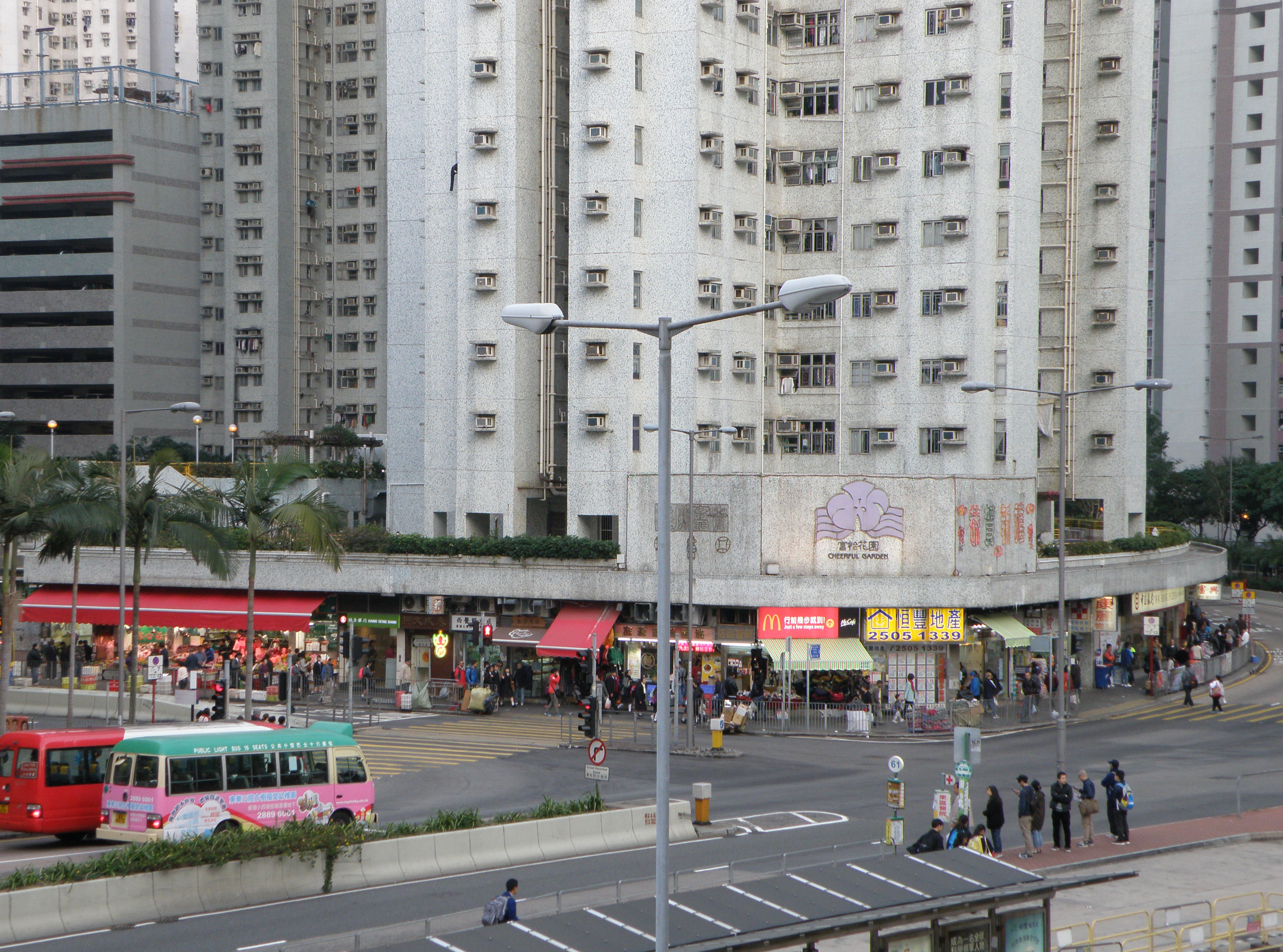
富怡花園

主要由負責該項目之發展商負責命名，英文名不一定是粵語拼音，而中文名亦不一定用「苑」字命名，（但置樂花園各座樓宇名稱亦以「苑」字命名），有部份屋苑會以附近地方命名，如位於康山附近的康山花園、位於油塘的油塘中心、位於龍門路上的龍門居、位於愛秩序灣上的愛蝶灣等，亦有些採用一個吉祥的中文字去統一旗下的私人參建居屋，如其士集團所發展的十個私人參建居屋屋苑，一律統一以「富」起名，如富安花園、富怡花園、富榮花園、富健花園及富康花園等。
至於樓宇命名規則方面，則一般以數目字/英文字母作為座號來稱呼各座樓宇，且一般比較少為每座樓宇作個別命名，只有早期數個私人參建居屋計劃屋苑是按照這樣的做法，例如：置樂花園、宏德居、大埔廣場、新興花園、澤豐花園等；但其樓宇名稱尾綴則比較多完化，計有「苑」（Yuen） 、「樓」（House） 、「閣」（Court）等字眼；最後一個為每座樓宇作個別命名的私人參建居屋計劃屋苑為1988年8月推出發售的澤豐花園，而最後一座樓宇作個別命名的是其中的第2期第5座的澤富樓（英語：Opulent House）。

## 售樓資料的發放
房委會在銷售第一期居屋開始，即在居者有其屋中心向公眾派發售樓書，並在各房委會及房協屋邨辦事處、各區政務處派發申請表及售樓簡介，而價目表及售樓書補充附錄則另函向入選申請人寄上；直到1991年的第13期乙開始至第24期甲，房委會則只向公眾派發申請表及售樓簡介，而售樓書、售樓書補充附錄（此附錄非每期/每銷售階段設有，主要因為該期樓書過厚，而另行以單色印製，內容主要是提供該期所出售屋苑的非住宅部份的平面圖）/ 私人發展商為其所印製的私人參建居屋屋苑的售樓書（如有） / 房協所印製的住宅發售計劃售樓書（如有）及該銷售階段所有屋苑的價目表，則在至少在揀樓前一星期，以掛號郵寄方式向入選申請人提供，但僅樓書及價目簡要同時在售樓網站上公佈。
雖然於2013年4月生效的一手住宅物業銷售條例（香港法例第621章）除部份條款外不包括監管房委會公營房屋，但房委會仍向公眾提供售樓說明書及價單，而其中售樓說明書必須是在之前的三個月之內印制或檢視、或檢視及修改；而首個按此規定提供售樓資料的屋苑為天頌苑一期（貨尾單位）。而從2016年起，售樓資料分兩階段發放：申請期開始前，會先於售樓網站上公佈售樓簡介、鳥瞰圖及公契（已包括整個屋苑的建築平面圖，一般由房委會外判商按照已有圖則簡化後重新繪製）；而在揀樓期開始前7天，才在網上公佈售樓書及價單，並同時將樓書郵寄予入選申請人。
但相對於私人一手住宅物業，房委會以「縮減籌備工作所需時間及金錢」為由，不設清水房示範單位及只用建築信息模擬技術製作的虛擬示範單位短片。有評論認為是對消費者不公平，政府不多理會市民的感受。

## 停售居屋及處理停售後的剩餘居屋單位
2001年，基於樓市低迷，以及政府打算將出租公屋輪候時間縮短至三年，政府宣佈暫時停售居屋，而整批擬售的第23期乙居屋，包括前逸東苑首批樓宇、前富泰苑、前天恆苑及前逸天苑等（根據2001年出版的《香港街道大廈詳圖》，天逸邨原本是居屋屋苑「逸天苑」，逸字在前，天字在後，而不是「天逸苑」，有別於天水圍區內屋邨屋苑慣用的天字在前）即時轉作公共屋邨出租。故此，在居屋第23期甲後，下一期為第24期甲，而沒有第23期乙。
到了2002年11月，香港政府認為私人住宅物業應由私人發展商以市場作主導興建，受私人發展商的施壓之下，宣布無限期停止建造和售賣居屋。而當時仍然建築中或已建成的居屋屋苑有一部份轉為出租公屋，如柴灣興翠苑、葵芳葵屏苑、將軍澳健明苑、前逸東苑次批樓宇及天水圍俊宏軒等；極少屋苑（15幢共4304伙，11幢、2723伙警務處宿舍組支配，其餘由消防、海關等部隊分派）售予政府後被轉作政府宿舍，如葵馥苑、葵蓉苑、油美苑及高翔苑等；另一部份則售予合作的發展商並變成私人屋苑，如紅磡紅灣半島則售予發展商新世界發展（新鴻基地產其後與新世界發展聯合發展該物業，現時為「海濱南岸」）。
至於未有明確用途，以及位已於部份出售屋苑的剩餘居屋，則一直空置至2007年及以後，才分階段出售，直至2014年售罄。
2005年，政府亦先後打算將部份剩餘居屋單位改作低星級賓館或售予華潤集團作「分時渡假」服務式公寓、又或者考慮售予房協作為出租公屋用途（僅瓊軒苑、東濤苑及油翠苑），以振興旅遊業，但經驗證後並不可行，重新以剩餘居屋計劃方式出售。
此外，山谷道邨地皮原提供4504個居屋單位，不過因「孫九招」推出而終止計劃。部份土地現時用作港鐵何文田站，另一部份土地由房委會於2002年交還政府，並於2010年拍賣，由新鴻基地產投得作私人住宅發展用途，現已變成超級豪宅天鑄。另一個位於調景嶺、鄰近彩明苑的居屋項目，原擬於2006年底提供7幢共4788伙靈活型大廈居屋單位，亦同樣因此被逼腰斬，最後成為現時香港知專設計學院校舍、調景嶺公共圖書館及調景嶺體育館。

## 剩餘居屋單位及停售居屋之後遺症
2009年起，香港樓市在金融海嘯過後興旺，人口不斷增長引致房屋供應緊張，新型私人樓宇豪宅化，導致呎價也不斷增加，更帶動附近一帶較舊的私人住宅，打擊了不少有意自置物業的中產和低層家庭。儘管政府在2010年1月至4月期間把所有居屋貨尾單位推出發售，但單位為數不多，而且大部份都是分佈於新界區，對於要到市區上班的人士相當不便；而地處市區的剩餘居屋單位也出現了大批唐樓家庭及單身「80後」人士的「搶購潮」。儘管香港政府把所有剩餘居屋「貨尾」單位一次過推售，對於全香港大多數仍居於出租公屋或唐樓的中產人士仍未得到置業機會，故此這方法仍未達至普羅大眾置業的目標。社會各界要求復建居屋的聲音越來越強烈。

## 復建新居屋

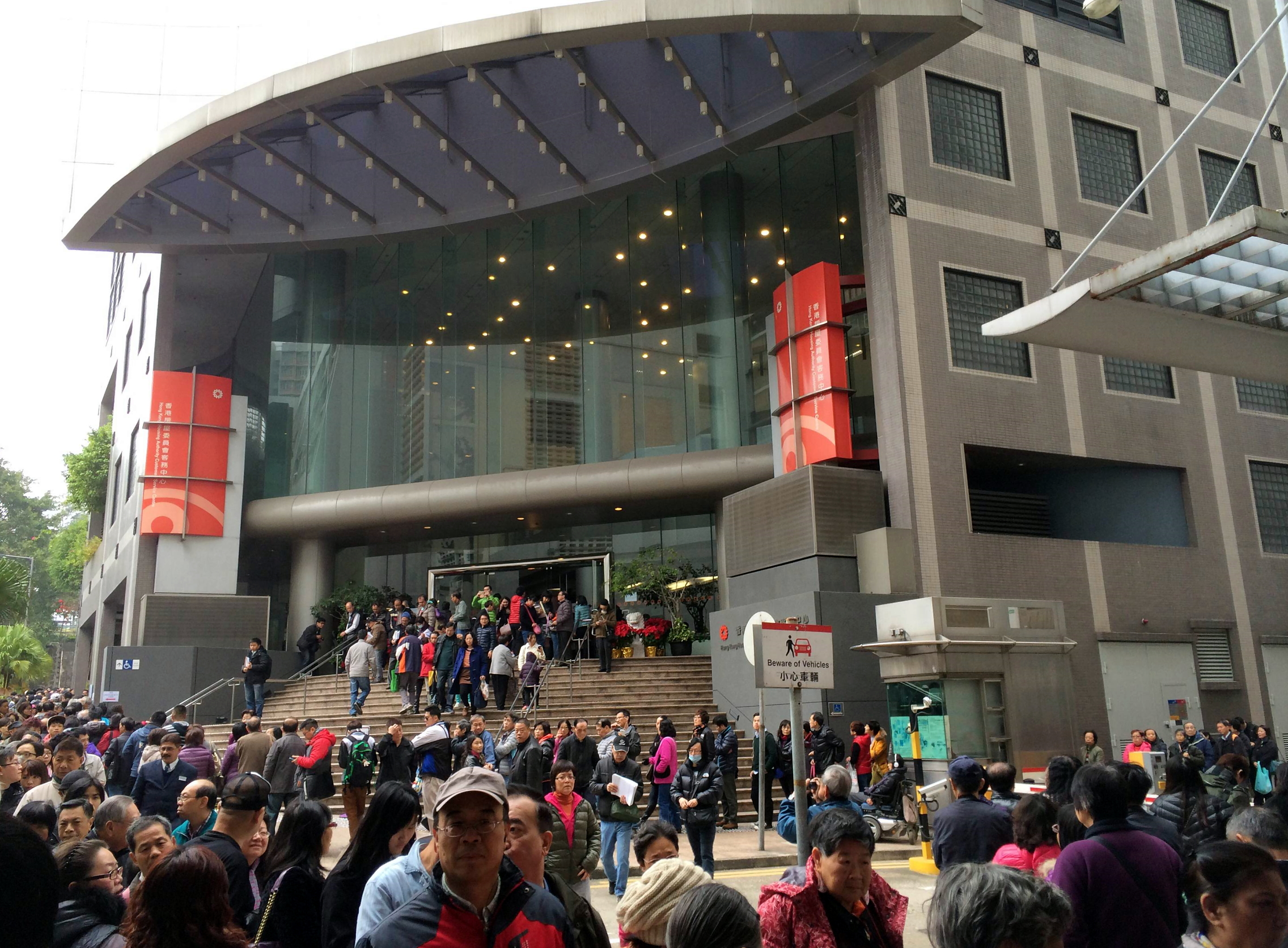
2014年12月23日，大批市民前往位於樂富的房委會客務中心排隊領取表格，人流由近中午時分開始聚集，令現場出現人龍，高峯期有數百人排隊輪候，龍尾圍繞客務中心門外

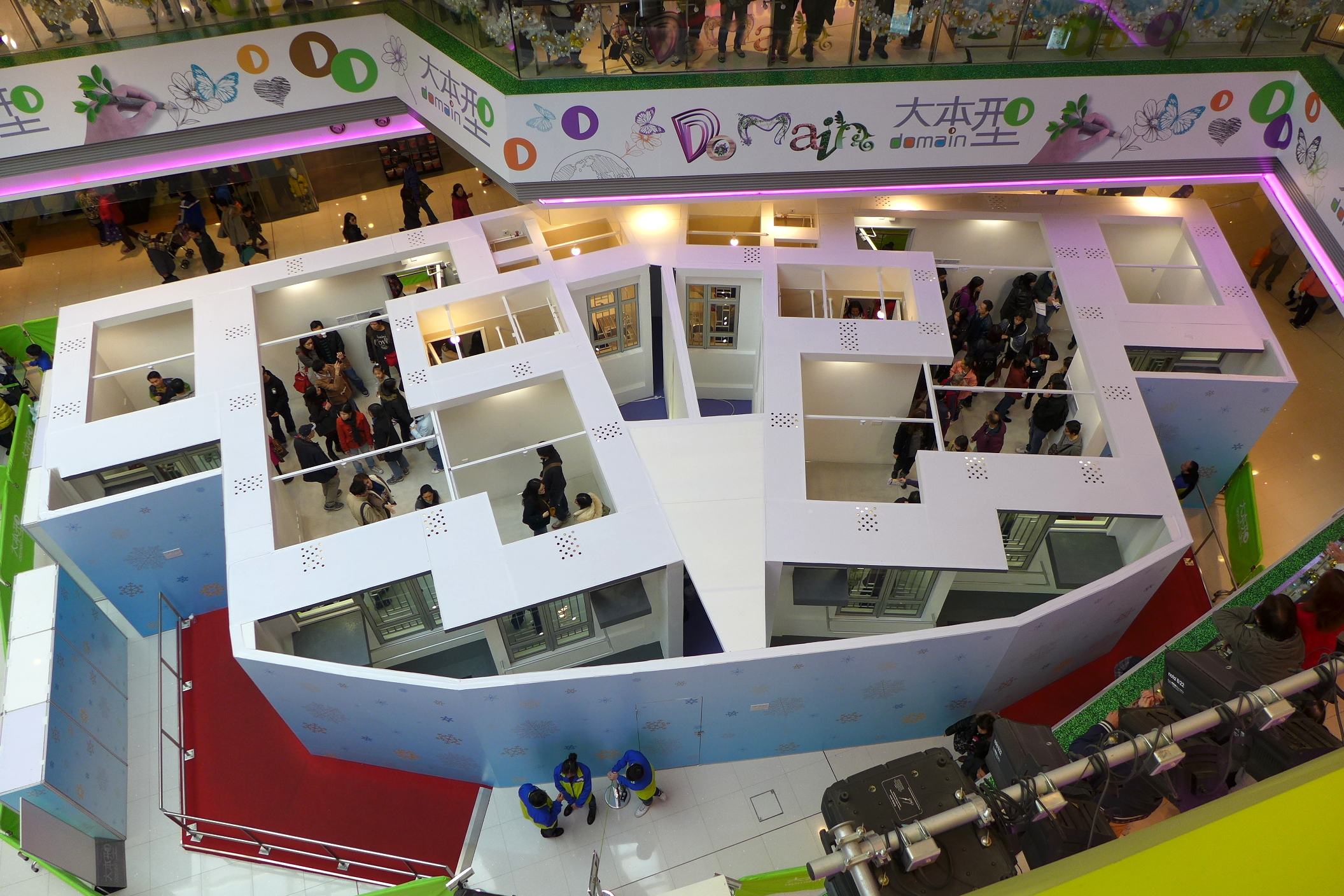
位於大本型的示範單位吸引不少市民參觀

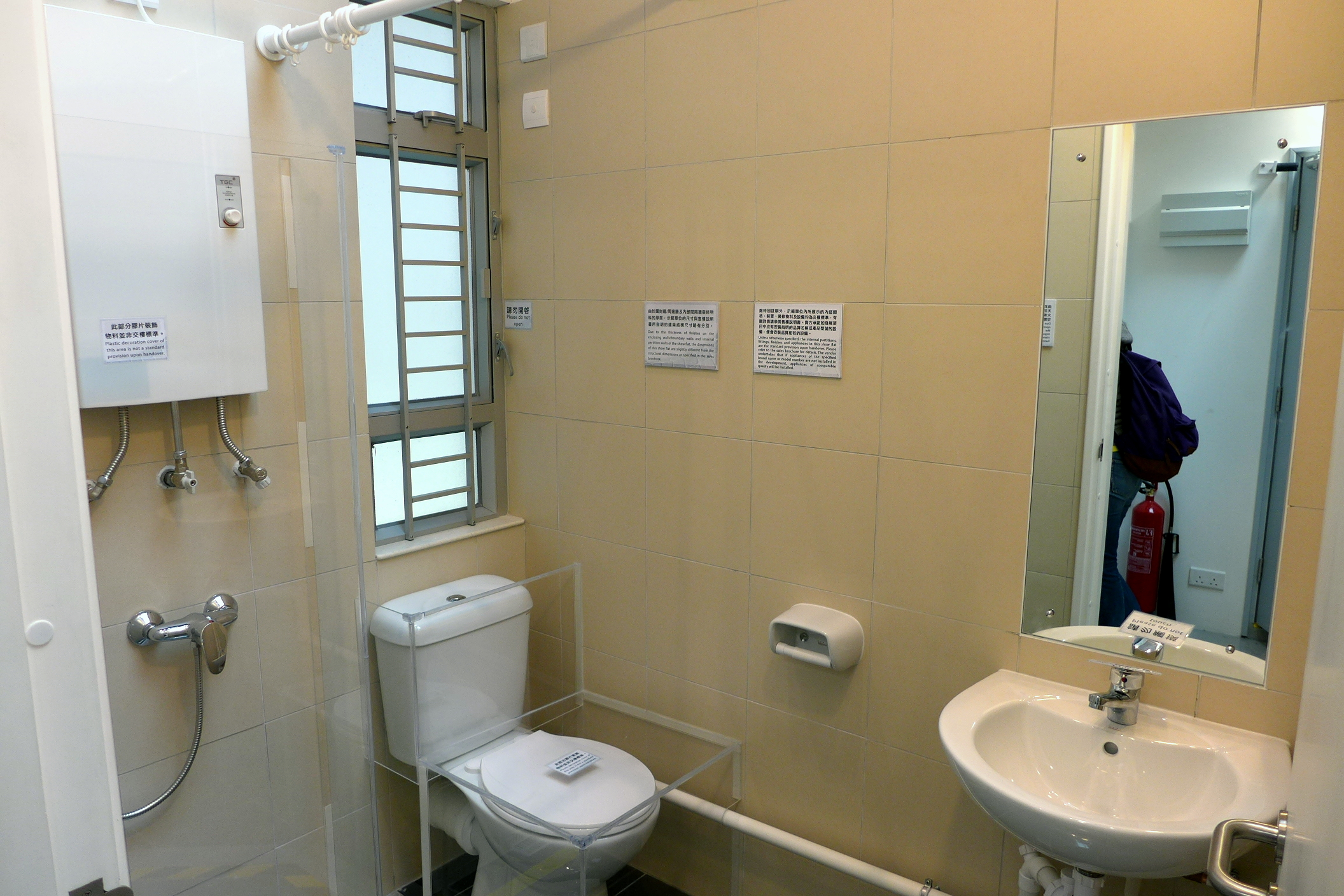
新居屋用料交樓標準與公屋貼近，如洗手間不設組合櫃，採用明喉，企缸只設支架。較以往八萬五時代居屋交樓標準大倒退

2010年夏，香港政府進行資助市民置業的公眾諮詢，初步發現大部份市民都希望復建居屋。港府於是在8月11日初步表示會復建居屋，為基層市民置業。但房委會表示絕不會介入於新居屋的發展和建築工程，另外不會進行太大規模興建，而且申請此類居屋的家庭的有關要求也會有所不同，但也會低於平均市價出售，故稱之為「非傳統居屋」。
2011年中，國務院港澳辦主任王光亞訪港，向特區政府表示「避免讓香港的房屋問題演變成政治問題」，要求特區政府加倍關注，解決市民住屋問題。2011年8月，國務院副總理李克強訪問香港，訪港期間特別關注香港房屋問題，被外界認為是中央政府希望特區政府復建居屋。同年10月12日，時任香港行政長官曾蔭權發表他的最後一份施政報告，正式宣佈復建居屋，而安排則改為與實施「孫九招」前的居屋計劃相近，例如房委會繼續負責新居屋計劃的發展和建築工程。
2014年7月，傳媒報導房委會計劃於該年12月，發售首批復建居屋，包括5個居屋屋苑共2160個單位。
2023年6月，政府公佈將復建私人參建居屋，並改稱私人興建資助出售房屋先導計劃「樂建居」（英語：Private Subsidised Sale Flat Pilot Scheme），首批推出招標的兩幅用地分別位於柴灣及東涌。而在新私人參建居屋計劃下，除了由政府主動推出用地外，發展商亦可自行使用其土地儲備，以興建同類屋苑。

### 被批評設計大倒退 標準與出租公屋相似
由政府直接興建的新居屋主要於細小及不規則形的地盤興建，大廈交樓標準與出租公屋一樣，採用非標準型設計。地下大堂不設中央冷氣，單位則採用近年出租公屋常用的構件式單位（居屋版本）設計（Modular Flats Design），不設固定間格，而用料交樓標準與出租公屋貼近，如門外沒有鐵閘，廚房及洗手間不設組合櫃，採用明喉，企缸只設支架。較以往八萬五時代居屋內廚房及洗手間交樓標準附設組合櫃，並以暗喉設計，企缸有門、部份單位亦設浴缸的設計大倒退。因此被市民及業界批評香港政府復建居屋只為應酬市民，實際上擔心影響私人市場，因而設計百無，盡量簡單，面積又細，以減低居屋吸引力，根本沒有由用家角度出發。
時任房屋署副署長馮宜萱於2017年接受訪問時透露，新居屋交樓標準與出租公屋一樣，目的是增加靈活性，可視乎市道情況，讓居屋及出租公屋可以互換，而且發展成本較低，但未有回應是否會提升交樓標準。

### 出售居者有其屋計劃單位2014
2014年12月22日，房委會宣佈推出共涉2,160伙，以市價七折發售的新居屋單位，並於23日正式派表，亦一併公布各屋苑的樓書及價單，最平由$187.35萬起。是次推出的5個新居屋，分別位於荃灣尚翠苑、大圍美柏苑、美盈苑、青衣青俊苑及元朗宏富苑，主打中小型單位，實用面積由371至511呎，其中尚翠苑規模最大，由3座物業組成，涉及962伙，單位實用面積由438呎起，最大則為511呎。其他居屋為單棟式設計。該次發售亦是房委會復建新居屋後唯一一次在大本型商場設示範單位，雖吸引不少市民參觀，不過房委會以《一手住宅物業銷售條例》並無規定為由，其後推出的居屋只用虛擬示範單位短片。
2015年1月12日為交表最後限期，位於樂富客務中心的居屋銷售處排隊人龍達1.2公里，龍尾延伸至樂富巴士總站，並佔據了一部份馬路。有申請人對當局安排不滿。到晚上7時，房委會準時在龍尾截龍，但由於溝通不足，先後有兩名身穿反光衣的職員手持寫上「現已截止」的紙板，惹起申請者不滿，職員在幾分鐘後才糾正。約半小時後，所有排隊人士才完成交表，職員也在居屋銷售中心正門貼出申請已截止的告示。
截至1月19日下午5時，房委會接獲94,500份申請表，白表佔83,800份，綠表有10,700份申請。按綠、白表的六比四編配比例，白表單位配額只有864個，申請者平均97人爭奪一個單位。
3月26日，新居屋進行攪珠儀式，決定100個揀樓次序，申請書數字達135,000份，但可供選購的單位僅得2000多個，超額認購61.5倍，預料只有首12個攪珠號碼的綠表申請人可望有份揀樓，至於佔整體申請人絕大部份的白表申請者，除非屬首兩個揀樓次序（67、80）的幸運兒，否則難圓置業夢，加上家庭優先，7.64萬白表單身人士幾可肯定失望而回。房委會資助房屋小組主席黃遠輝稱，未來會研究調整綠白表比例及為單身人士設配額。
房委會先後為5個屋苑各印製了14萬份售樓說明書，但最終只有約5500名合資格申請者獲邀出席揀樓。

### 出售居者有其屋計劃單位2016

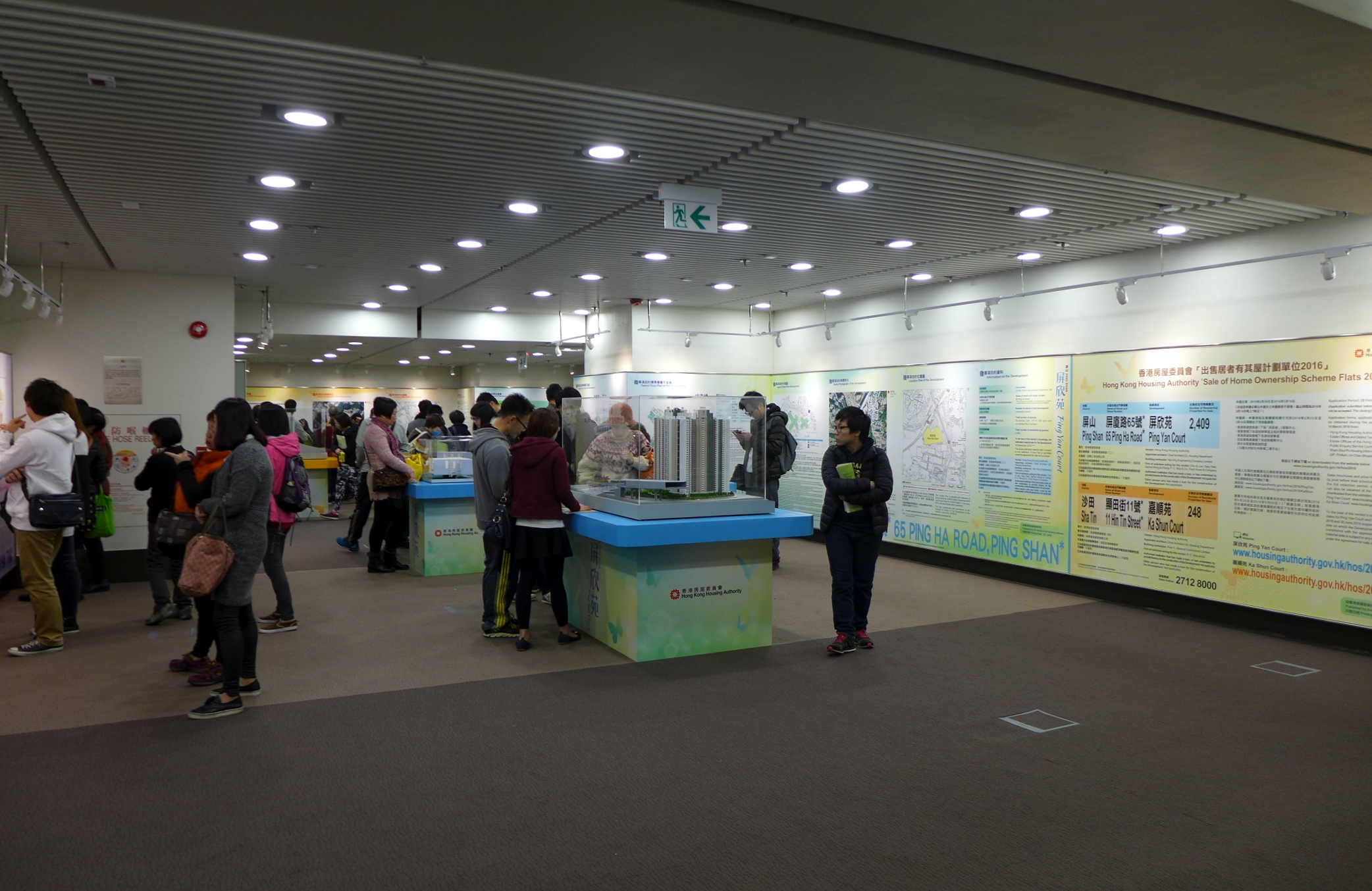
位於樂富的展覽中心吸引不少市民參觀2016年所推出的居屋

2016年2月，房委會宣佈推出大圍嘉順苑及屏山屏欣苑共2,600多個單位（原定於2015年推出，但因鉛水事件造成的額外檢查，而推遲一年出售），2月底接受申請，5月攪珠，7月選樓。唯房署以《一手住宅物業銷售條例》不包括公營房屋為理由，不設清水房示範單位及派發樓書，只用建築信息模擬技術製作的虛擬示範單位短片，以縮減籌備工作所需時間及金錢。而當局參考私樓樓價後，決定維持2015年9月樓市高峰期的售價出售，售價介乎149萬元至327萬元。
居屋於2016年3月14日晚上7時截止申請。房委會表示，截至2016年3月18日，收到約54,400份白表申請及3000份綠表申請，超額13.5倍多，遠低過上次超額申請61倍。
房委會7月18日正式公布價單及樓書，到7月25日開始揀樓。

### 出售居者有其屋計劃單位2017
2017年2月，房委會宣佈推出平山彩興苑，梅窩銀蔚苑及銀河苑共2057個單位。3月底接受申請，6月攪珠，8月選樓。房委會亦一併推出35個曾經推出但買家撻訂的單位，當中包括沙田美盈苑4個單位、沙田美柏苑4個單位及荃灣尚翠苑16個單位等。居屋於4月11日截止申請，房委會客務中心收到約6萬份申請，最少超額認購27倍，資助房屋小組委員會主席黃遠輝估計，最終收到的申請會達10萬份，超額認購近46倍。
值得一提的是，「居屋2017」亦是房委會最後一次於資助房屋銷售計劃使用實物攪珠機，其後的居屋及綠置居期數均改用電腦抽籤編定揀樓次序，但仍稱之為「攪珠」。

### 出售居者有其屋計劃單位2018
2018年3月，房委會宣佈推出長沙灣凱樂苑、啟德啟朗苑及東涌裕泰苑共4431個單位。3月29日接受申請，預計6月攪珠，8月選樓。居屋在4月11日晚上7時截止申請，房委會指累計收到14.47萬份申請表格，超額認購最少31.6倍。但在政府同年6月宣佈新房屋政策後，為配合新政，此期居屋售價降低至市價五二折，並於10月3日至16日開展第二輪申請，並延至11月29日攪珠，2019年2月27日揀樓。有取表的市民指，減價後居屋的呎價較能負擔，抱著「碰下運氣」的心態申請。重啟申請後共收到逾26.5萬份申請，超額認購58.8倍。在2019年4月11日，居屋2018更曾創下一日售出168伙的紀錄，是復建居屋以來銷售率最高的一個揀樓日。

### 出售居者有其屋計劃單位2019
2018年10月，房委會宣佈為「出售居者有其屋計劃單位2019」的轉易手續進行招標，並於招標公告中透露擬推出粉嶺山麗苑、將軍澳雍明苑、大窩口尚文苑、長沙灣凱德苑及何文田冠德苑共6528個單位。此項目原預計將於2019年4月接受申請。但在2019年3月，房委會宣佈改以火炭旭禾苑及馬鞍山錦暉苑，取代山麗苑在本期居屋中發售，供應量亦相應減至4871伙，並改於5月23日起起派發申請表格，5月30日起接受申請（同時首次接受電子化申請）。與此同時，在居屋2016及2017中撻訂的33伙單位，亦將一併重推。到8月15日進行攪珠，11月揀樓（原訂於11月21日揀樓，但由於社會事件導致的社會不穩，揀樓日期最終順延至12月9日）。是次計劃合共收到31萬份申請，超額達63.4倍。
但是，由於2019冠狀病毒病香港疫情，房委會於2020年1月29日起暫停揀樓程序至2月3日為止；及後由於疫情進一步擴散，更暫停整個2月的揀樓程序，至3月2日才恢復（但改為只於星期一、三、五揀樓，而揀樓時段合併為每日兩節）。而在3月23日政府公佈公務員再度居家工作後，揀樓程序於同月27日後再度暫停，直至5月8日再度恢復，是歷來首次因疫症而暫停居屋銷售。最後，所有單位於同年6月12日售罄，歴時187個曆日或69個揀樓日，是復建居屋以來推售期最長的一次。
值得一提的是，由是次發售計劃起，將改用電子申請表接受申請（但出租公屋住戶申請人仍須在遞交申請後，到屋邨辦事處簽署承諾書）；此外，由此期居屋起所有房委會資助出售房屋，禁止補價出售期限將恢復至1999年6月1日前的十年（由首次出售轉易契約簽立日計，不適用於重售單位），但在第二市場（即轉售予現居出租公屋住戶、綠表資格證明書持有人、持有「白居二」批准信的白表買家）可出售限制仍較1999年前寬鬆。而房委會亦不再提供虛擬示範單位短片。

### 出售居者有其屋計劃單位2020
按照原來計劃，「居屋2020」原擬於該年3月公佈銷售詳情。但是，由於2019冠狀病毒導致上一期居屋計劃銷售期順延，故此押後公佈並接受申請。按照6月曝光的有關安排，「居屋2020」將發售沙田彩禾苑、粉嶺山麗苑、馬鞍山錦駿苑及鑽石山啟翔苑，合共7047個單位，另有分別60伙「居屋2018」，以及35伙「居屋2019」撻訂單位撥入此期重售；在銷售時間表方面，「居屋2020」於2020年9月10日至10月7日接受申請（原訂為7月20日至8月2日，亦因疫症而順延），同年12月15日攪珠，到翌年5月31日起開始揀樓。在是次銷售中，政府首次將白表配額增加至佔單位數目的60%，以增加非出租公屋居民置業機會。
是次揀樓程序於2021年9月10日結束，歷時108個曆日或68個揀樓日，為復售居屋以來第二長的銷售期；平均每個揀樓日售出單位更達到105伙，打破過去數年居屋銷售的紀錄。
由於在2021年6月28日，天文台發出黑色暴雨警告，當天上午的揀樓環節全部取消，連帶當日至7月6日的揀樓次序需作調動。

### 出售居者有其屋計劃單位2022
繼續受疫情影響，導致「居屋2021」需延誤一年推出，成為「居屋2022」，並於2021年12月公佈銷售詳情。是次銷售計劃將推出8926個新單位，以巿價五一折發售。包括東涌裕雅苑、沙田愉德苑、北角驥華苑、土瓜灣冠山苑、大上托安秀苑、將軍澳昭明苑及啟德啟欣苑。此外，「居屋2022」亦將出售最少41伙「居屋2020」及房協居屋撻訂單位，以及未定數目的租者置其屋計劃回收單位（限綠表人士選購）。在銷售時間表方面，「居屋2022」於2022年2月25日至3月24日接受申請，並於6月13日攪珠，11月15日開始揀樓。
因應疫情緣故，加上有屋苑尚未完成詳細設計，是次居屋申請期間不設實體展覽，只用建築信息模擬技術製作的虛擬示範單位短片，而模型只用短片拍攝。而市民到樂富房委會客務中心遞交申請需要在門外掃描安心出行。是次居屋申請暫時接獲24.2萬份，暫超額逾26倍，為5年來最低一期。
由於居屋二手市場繼續熾熱，房委會決定將自「居屋2022」起出售的資助房屋轉讓限制再收緊，包括在15年內不得補地價出售，以及在首5年只限以原價轉讓單位。

### 出售居者有其屋計劃單位2023
2023年4月，房委會公佈「居屋2023」的銷售安排，將發售包括啟德啟悅苑、屯門兆翠苑、元朗朗天苑、大上托安楹苑、安樺苑及安麗苑，共9154伙新建單位，另加過去兩期居屋的「撻訂」單位及未售租置公屋。在銷售時間表方面，「居屋2023」於2023年7月31日至8月14日接受申請，同年10月5日進行攪珠，2024年1月31日起揀樓。到截止當日，房委會累計合共收到約16.3萬份居屋申請表，相比去年上一期居屋同一時段減少了7.9萬，跌幅為32.6%。

### 出售居者有其屋計劃單位2024
2024年8月，房委會公佈「居屋2024」的銷售安排，並於同年10月接受申請，12月進行攪珠，翌年5月28日起開始揀樓。是次將推售五個屋苑，包括觀塘安柏苑、東涌裕興苑、啟德啟盈苑、屯門兆湖苑及油塘高曦苑，共7132伙全新單位，另加居屋「撻訂」單位及未售租置公屋，折扣率為30%。
為刺激生育率，由此期居屋起的資助出售房屋計劃增設「家有初生」優先選樓計劃，每次推售資助出售房屋時，上述合資格的申請者與長者，將獲預留每個新售屋苑40%的單位。
由於在2025年7月29日，天文台發出黑色暴雨警告，除第一節外其餘揀樓環節全部取消，連帶當日至8月4日的揀樓次序需作調動。及後，8月5日的所有揀樓環節再受黑雨影響而取消。

## 各款居屋樓宇類型設計特色
居屋屋苑主要有以下25款不同類型的大廈設計（註：並非齊全）：
| 樓宇類型         | 英文名稱                           | 著名例子 | 建築設計特色 |
| ---------------- | ---------------------------------- | --- | --- |
| 因地制宜設計     | Site specific design               | 順緻苑、漁暉苑、山翠苑、悅麗苑、俊民苑、清麗苑、穗禾苑、翠瑤苑                                                                         | 主要集中在首三期所推出的屋苑，因為當時標準型設計的居屋尚未面世，所以以上各屋苑則按地盤環境及發展潛力，採用了因地制宜的特別設計，其中穗禾苑更獲香港建築師學會頒發1981年銀獎，而順緻苑更是全港唯一一個設有頂層覆式單位的居屋屋苑，以上所有屋苑，除順緻苑外一般皆由私人建築師事務所設計，樓高因不同屋苑及地盤高度限制而異。外觀像私人物業發展或房協出售樓宇。（留意是：此類設計並不是「非標準設計大廈」） |
| 舊十字型         | Old Cruciform                      | 愉城苑、汀雅苑、茵翠苑、啟泰苑、兆安苑、兆山苑                                                                                         | 為最早期的標準型設計居屋，而當中愉城苑更是全港首個標準型設計的居屋，於第二期居屋計劃加推發售，舊十字型設計樓高為20層或以下，每層單位共有8個，大部份舊十字型樓宇均是完全相連。舊十字型大廈設計原本是用於公共屋邨，其單位亦預期用作出租公屋租予市民。 |
| 長型             | Slab                               | 祥和苑和亨閣 | 全港僅建有一幢，浴室及廚房窗戶向走廊，兩翼成135度展開，全部單位均為2房單位。 |
| 彈性十字一型     | Flexi 1                            | 康田苑、安基苑、瓊山苑、兆康苑部份樓宇、祥和苑和悅閣                                                                                   | 為彈性十字型最舊式設計，整幢樓宇呈十字型，一對翼有2個窗，而另一對翼則有兩個大窗及兩個小窗，提供3房2廳及2房2廳單位，每層有8個單位。 |
| 彈性十字二型     | Flexi 2                            | 怡翠苑、宏福苑、樂雅苑、兆康苑部份樓宇、祥和苑和誠閣                                                                                   | 提供2房2廳及2房2廳（連儲物室）單位，與一型相比，只是上下對稱，其中一對翼比另一對翼為扁，每層同樣有8個單位。 |
| 彈性十字三型     | Flexi 3                            | 漁安苑、嘉田苑、振華苑、賢麗苑 | 為彈性十字型最新式設計，全部提供2房2廳（連露台）單位，外型與二型相似，同樣有8個單位，但標準樓高35層比二型為高。 |
| 風車型           | Windmill                           | 康華苑、龍蟠苑、天馬苑、明雅苑、彩蒲苑、兆禧苑、 青華苑                                                                                | 樓宇外觀上是十字型，但鳥瞰時像一個風車的車葉，故名為風車型。風車型樓宇主要提供1房2廳及2房2廳的細單位，而部份大廈的兩對翼高度也不同，多數分別為33層及37層。部份風車型因應地盤而高度有可能不同，而一層總共有8至16個單位。風車型設計僅見於少量80年代中期建造及落成的居屋屋苑。 |
| Y2型             | Trident 2                          | 青盛苑、豐盛苑、美城苑暉城閣 | Y2型大廈一般樓高35層，有三隻設計相同的翼，大廈每翼的的天台設有空中花園及石矢頂棚作隔熱之用，天台圍牆採用圓形圖案設計，大廈沿中央部份向外伸展，每翼張開的角度為120度，每一隻翼由8個單位組合而成，採用中央走廊佈局，並可分為兩段，兩段之間設有樓梯及空廳，空廳同樣採用每3層為一組的設計，形成一個樓底達3層高的中庭，空廳內設有大廈服務設施，另外設有花槽栽種植物。天台原設計作嬉戲空間，設兒動玩樂設施，但因安全及維護成本原因，屋苑管理已於早期停止開放並禁止進入。單位一屋多房式概念，無固定間格式設計，並在指定地方預設窗戶，方便住戶靈活間房，單位大小只有兩款分別為可間2房式及可間3房式，附屬設施設於地下，每層24個單位。Y2型大廈亦是首款標準型出租公屋轉作居屋出售的大廈。此等大廈原則上只向綠表人士出售，有剩餘單位才會接納白表申請人選購，概念上類似現今綠表置居計劃。 |
| Y3型             | Trident 3                          | 寶雅苑、鵬程苑、康盈苑 | Y3型大廈一般樓高35層，有三隻設計相同的翼，大廈每翼的的天台設有空中花園及石矢頂棚作隔熱之用，沿中央部份向外伸展，每翼張開的角度為120度，而中央大堂及走廊中空以三層為一組，形成了一個三層高的中庭，佔地龐大的Y3型大廈多見於新拓展的大型地盤內。單位設計沿用Y2型大廈的一屋多房式概念，無固定間格式設計，並在指定地方預設窗戶，方便住戶靈活間房，所有單位均設有冷氣機台，並開始出現標準尺寸組合的設計，有助使用機械化建築方法外，同時有助減低建立成本。大小單位組合靈活，附屬設施設於地下，每層24個單位。 |
| Y4型             | Trident 4                          | 廣林苑、逸雅苑、景翠苑 | Y4型大廈一般樓高35層，以Y3型為設計藍本，但造形組織嚴密，因此大廈內並沒有中空，每翼走廊的尾端採用開放設計，以引入更多的自然光及通風之用。Y4型大廈的升降機大堂設有兩個開口，並每隔三層設有花槽。部份類型單位跟Y3型設計相同，單位設計採用一屋多房式概念無梗房式設計，並在指定地方預設窗戶，方便住戶靈活間房。與Y3型大廈一樣，所有單位均設有安放冷氣機台，大小單位組合靈活，附屬設施設於地下，每層18個單位。 |
| 和諧一型         | Harmony 1                          | 佳翠苑、康雅苑、天祐苑、曉麗苑、荔欣苑、廣明苑、錦豐苑部份樓宇                                                                         | 外型39-41層高十字型大廈，造形組織嚴密，中央水電錶房，大小單位組合靈活，附屬設施設於地下，每層16-20個單位。 |
| 和諧1A型         | Harmony 1A                         | 怡靖苑、高俊苑 | 因遷就有舊機場高度限制的地盤，以和諧一型作藍本，當中取消兩部升降機而用作大廈服務設施，而原本的大廈服務設施的空間則騰出作加大部份住宅單位之用，高度較和諧一型矮，只有13至21層。同時為了在有限樓宇高度下，用盡地盤發展潛力以增加單位供應，建築師把升降機機房置於頂層而非天台，所以升降機不到頂層。 |
| 和諧二型         | Harmony 2                          | 錦豐苑錦荷閣、錦蘭閣（錦豐苑內其餘樓宇均是採用和諧一型設計）                                                                           | 全港僅建有2座和諧二型居屋大廈，此類大廈為37層呈Y字型設計，在大廈中央有6層高中庭，大廈三邊側翼相同，板模可輪流及重複使用，大小單位組合靈活，附屬設施設於地下。由於和諧二型大廈佔地較其他類型為廣，不利於整體屋苑設計，所以不為大部份負責公共房屋的建築師所採用，最終於1999年停用。 |
| 和諧三型         | Harmony 3                          | 東欣苑榮欣閣、慈安苑安康閣 | 靈活式大廈，一般呈T字型，最高27層，包括一個屋宇裝備設施單元和一個側翼。在設計階段時，可遷就環境，側翼位置可以以0、30、60、45或90度變動，其中一隻翼可以減少2個單位，以遷就地形限制，適宜在受高度限制和受地形限制的地盤興建。 |
| 和諧3C型         | Harmony 3C                         | 冠暉苑鳴暉閣 | 因遷就有舊機場高度限制的地盤，所以採用和諧3型的矮版本。同時為了在有限樓宇高度下，用盡地盤發展潛力以增加單位供應，建築師把升降機機房及大廈服務設施置於11樓的其中兩翼而非天台，所以升降機不到頂層。 |
| 小型單位大廈     | Small Households                   | 冠暉苑高暉閣 | 因遷就同區舊邨重建對小型單位的置業需求，以及座落於有舊機場高度限制的地盤，所以只提供9層住宅合共152個小型單位，每單位實用面積約27平方米，高暉閣為全港唯一全座為小型單位居者有其屋計劃大廈。 |
| 和諧式鄉村型     | Harmony Rural                      | 龍欣苑、坪麗苑、龍德苑 | 大廈頂部配金字屋頂並鋪上富有鄉村特色的瓦片，大廈外型因地盤環境而不同，樓高與附近環境配合只有2至12層不等，大小單位組合靈活，附屬設施一般設於地下，每個標凖層設16-34個單位不等。 |
| 康和一型         | Concord 1                          | 東旭苑、昌盛苑、天富苑、康逸苑、青宏苑、鯉安苑鯉景閣                                                                                   | 康和一型於1998年至2001年「八萬五」房屋時期出現，一般為41層高十字型大廈（青宏苑住宅層數僅有37層高），造形組織嚴密，中央水電錶房，每層有8個單位，每翼設有2個單位。切角型電梯大堂，盡量利用天然光線及促進空氣流通，同時避免與隔鄰單位對望的情况。由於此大廈格局貼近私人樓宇，造價昂貴。因房署欠缺盈餘及提高出租公屋與居屋的互換性，於2014年起興建的新居屋不會採納此類型設計。 |
| 康和二型         | Concord 2                          | 和明苑和煦閣、鳳庭苑、天盛苑盛匯閣 | 康和二型於1998年至2001年「八萬五」房屋時期出現，一般為31層高相連長型大廈，兩翼以電梯大堂相連，中央水電錶房，每層有6個單位，每翼設有3個單位，電梯大堂安排，盡量利用天然光線及促進空氣流通，單一方向安排令每户均享有最佳坐向。由於此大廈格局貼近私人樓宇，造價昂貴。因房署欠缺盈餘及提高出租公屋與居屋的互換性，於2014年起興建的新居屋不會採納此類型設計。 |
| 康和單向型       | Concord Single Aspect              | 東濤苑映濤閣、愉翠苑愉能閣、錦泰苑錦文閣                                                                                               | 康和單向型以康和一型為藍本，於1998年至2001年「八萬五」房屋時期出現，每層只設有6個單位，一般40層高。此款樓宇主要建於接近高噪音來源的地盤，因為環保署規定凡交通噪音超過70分貝的地盤都需要提供隔音設施，康和單向型設計時將在噪音來源的一邊劃作"非噪音敏感地帶" "Non Noise Sensitive Zone"，在此地帶內只能設置非噪音敏感設施（如：廚房、浴室、走廊、大廈服務設施等）；而每層所有單位的廳房則為"噪音敏感地帶" "Noise Sensitive Zone"，須背向噪音來源設置。位於樓宇最接近噪音來源兩旁的2個單位向外打斜展開，以把噪音反彈回噪音源頭，減低噪音對住客的滋擾。由於此大廈格局貼近私人樓宇，造價昂貴。因房署欠缺盈餘及提高出租公屋與居屋的互換性，於2014年起興建的新居屋不會採納此類型設計。 |
| 新十字型         | New Cruciform                      | 東濤苑曉濤閣、油翠苑、瓊軒苑、富強苑、嘉強苑、嘉隆苑、曉翠苑、錦英苑、兆麟苑和寶珮苑                                                   | 一般樓高35至41層，提供2房2廳，3房2廳及3房2廳（連儲物室）單位。其中一對翼比另一對為長，較長的翼共有3個單位，而短翼則共有2個單位，一層合共有10個單位。其中富強苑及嘉強苑嘉滙閣因遷就有舊機場高度限制的地盤，以新十字型作藍本，當中取消一至兩部升降機而用作大廈服務設施，而原本的大廈服務設施的空間則騰出作加大部份住宅單位之用，高度較一般新十字型矮，只有14至27層。同時為了在有限樓宇高度下，用盡地盤發展潛力以增加單位供應，建築師把升降機機房置於頂層而非天台，所以該等大廈的升降機不到頂層。瓊軒苑也因遷就有舊機場高度限制的地盤，其中兩翼要減低樓層。 |
| 鄉村式           | Rural                              | 龍軒苑、天利苑 | 由其中三款不同的第二代鄉村式設計的出租公屋轉作居屋而成，單位間格跟構件式單位極為相似，各翼不同高度，只有2至11層高不等。 |
| 非標準設計大廈   | Non-standard domestic Block design | 尚翠苑、青俊苑、啟朗苑、屏欣苑、銀河苑、彩興苑、凱樂苑                                                                                 | 主要應用於2014年12月起所推出的新居屋之上，因遷就日趨細小的地盤環境及用盡地盤發展潛力，提高建屋量。所以房屋署設計前會透過電腦模擬技術，就地盤的微氣候進行分析，主要為盛行風及日照研究，再利用研究結果去調節單位的座向及大廈形狀，使走廊及單位有充足的日照和通風，以收節能之效。由於不同地盤有不同的微氣候環境，而大廈形狀也主要因應地形及微氣候而產生，所以並没有一個標準統一的結構外型，故名為非標準型設計大廈。而房屋署則為非標準型大廈分了9種不同結構外型，計有十字型、十字長型、X字型、Y字型、Z字型、L字型、T字型、長型及其他類型。房屋署在現時的非標準型大廈中，使用居屋版本的構件式單位（Modular Flats） 標準設計，構件式單位大量使用劃一標準的預製構件，有助節省施工時間，構件式單位內不設固定間隔，窗戶則按預計間房位置設定好，單位間隔主要分為可間一睡房的1B型、可間兩睡房的2B型及可間三睡房連主人套房的3B型三大類間隔，但於居屋2018起亦出現了基於B型構件式單位的開放式單位；為用盡地盤發展潛力，提高建屋量，如遇上地盤部份位置放不下一個構件式標準單位時，房屋署會利用構件式單位作藍本，以相若面積的準則，去改動單位間隔，形成改裝構件式單位（Modified Modular Flats） ，靈活地去符合地盤特性。唯單位內部設施及終飾方面相當簡陋，交樓標準與出租公屋一樣，如房間沒有間隔、採用石矢地台、廚房及廁所不設組合櫃並採用明喉等。而單位入口大門更不設鐵閘，反而同期出租公屋則設有這項設施。 |
| 特別設計         | Special                            | 寶麗苑、寶熙苑 | 因遷就狹小的地盤環境及用盡地盤發展潛力，而採用特別設計，全部由私人建築師事務所按房委會要求設計，樓高由9至38層不等，而每個標凖層設10-16個單位不等；葵康苑每個標凖層設1-10個單位不等。外觀像私人物業發展或像私人參建居屋。 |
| 私人參建居屋設計 | PSPS design                        | 康山花園、油塘中心、采頤花園、麗晶花園、大埔廣場、雲疊花園、富寧花園、富怡花園、龍門居、樂翠臺、康翠臺、樂軒臺、嘉峰臺、愛蝶灣、雅濤閣 | 雖然私人參建居屋一般沒有固定外形，但外形以本港私人樓宇設計作藍本，故結構外型比起房委會的居屋設計來得多樣化，計有常見的井字型及井字長型、還有十字型、鑽石型、X字型、Y字型、L字型、T字型、T字長型、星型等；由於私人參建居屋屬私人發展，發展商會用盡地盤發展潛力，在有限的地盤面積、覆蓋率及地積比下，把可售面積極大化。所以早期的設計一般與私人樓宇一樣採用常見的每層8伙的井字型設計，如麗晶花園 ，務求合乎建築物條例最小要求之餘，也將空間運用得最高效率，節省建造成本。從1985年推出的大埔廣場開始到停建之前，負責私人參建居屋的建築師們則大多傾向使用每層10-12伙的井字長型設計，即是在井字的其中兩面的中部拉長一些多放兩個至四個2房單位的設計，因為此舉可以減少座數，藉此減少走廊、樓梯的空間及屋宇裝備設施的數目，以進一步節省建築成本。而房屋署也規定私人參建居屋要設有固定間隔及提供指定面積的兩睡房、三睡房、三睡房連主人套房及從1995年富怡花園推出起至停建前更廣泛使用三睡房連多一個洗手間的四大類間隔。 |

## 公眾誤解
由於居屋設有綠表（正租住或輪候出租公屋的居民，或按照公務員房屋資助制度下申請居屋配額的基層公務員）及白表（非出租公屋居民）的申請制度，很多人誤將白表申請制度的功效過分擴大，將居屋解說為政府打壓樓市、平抑樓價上升的工具。然而，由始至終居屋計劃的設計其實相當側重綠表的申請，約八成居屋單位會提供予綠表申請人，而居屋計劃的設計原意是通過安排較富裕的出租公屋居民（即「公屋富戶」）置業，讓他們放棄租住出租公屋，從而騰出出租公屋單位以供收入較低、更有需要入住出租公屋的市民，以促進社會流動性。相對於綠表的申請，只有兩成居屋單位會提供予白表申請人，當初白表申請制度純粹是優化計劃，避免有意購買居屋、但未租住出租公屋單位申請人為求申請而胡亂申請出租公屋租住，影響真正有需要租住出租公屋的市民。

## 評論
社會各界對居屋的評論頗為兩極化。贊成者認為在香港政府「高地價政策」之下，居屋計劃能滿足低收入者置業的意欲，使原本居於公共屋邨或唐樓之中產階層家庭置業。反對者則認為居屋計劃超越政府市場管理者及應只提供基本生活保障的身份和責任，直接進入市場提供商品，擾亂市場運作。
而2014年12月起所推出的新居屋，質素跟出租公屋相若，加上定價較高，難以吸引綠表客（居於公共屋邨的人士）放棄現居單位。到2017年有驗樓師驗樓後，發現單位交樓質素欠佳，如門框出現罅隙、地板露出鋼筋、鎅損腳及地台嚴重不平。其次有空心牆、廁所地台不去水的問題及牆身滲水嚴重。其中尚翠苑一個單位內廚房及廁所抽取4個水辦化驗，發現2個頭浸水水辦含鉛量超標44%及28%，業主對化驗結果感詫異。團體批評居屋質素每況愈下，質疑房署為趕工犧牲質素。
私人參建居屋方面，評論認為它們質素較難有保證，因為政府在建屋前，已經預先告知發展商以指定價格保證回購全部私人參建居屋的住宅單位，也就是發展商因為不用顧慮這些單位的銷情，便可以設法節省建造成本，最終使得建成的單位質素不佳。部份評論建議推出「混合發展計劃」，雖然政府在收地上收入會減少，但因為加入了隨機抽取機制抽取部份大廈作為居屋出售，發展商無法知道哪些大廈會抽中作為居屋、哪些大廈會留作私人樓宇出售，故此建成的單位質素較有保證。鴨脷洲深灣軒及長沙灣碧海藍天是僅有的兩個「混合發展計劃」，但後來因為1997年亞洲金融風暴，樓價大跌，「混合發展計劃」被迫腰斬。

## 醜聞

### 私人參建建屋質素惡劣
在1990年代，私人機構參建居屋計劃被指建屋質素惡劣而引起社會廣泛關注。政府曾經在1993年就品質保證問題進行檢討。房委會在1996年發表檢討報告，發現發展商收益受「保證價格」限制下會削減成本，導致樓宇質素惡劣，以增加利潤，報告建議多項措施改善裝修及施工質素。

### 短樁事件

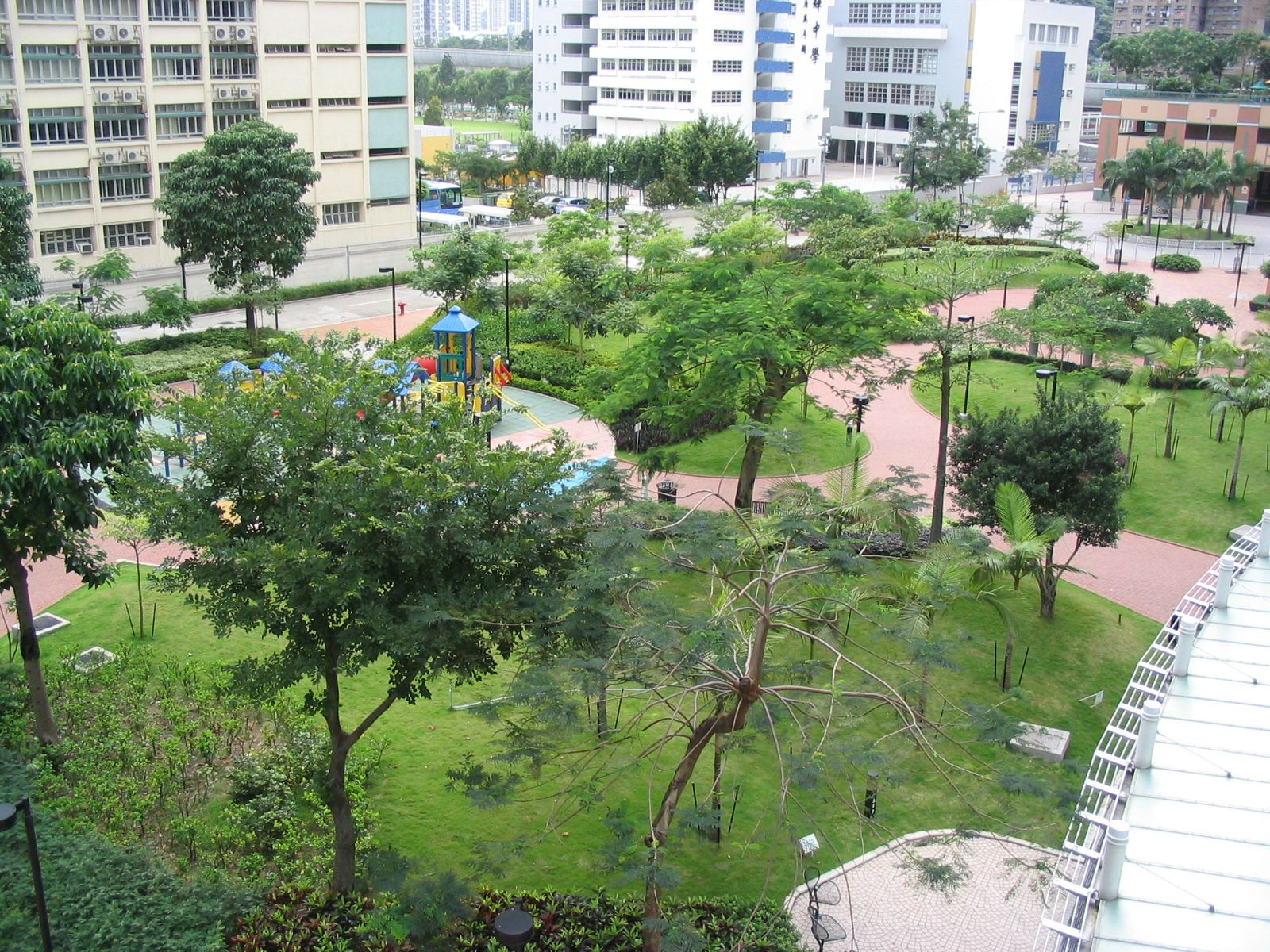
被拆卸的愉翠苑D座及E座原址。

2000年，香港爆發居屋短樁醜聞，位於沙田圓洲角的愉翠苑有兩幢大廈因大部份樁柱短樁導致樓宇傾斜而被迫拆卸，而像元朗天水圍的天頌苑這些短樁情況嚴重的居屋亦需要作維修補樁工程。並承諾額外十年結構保養，於2007年仍未出售全數有問題居屋給市民。房屋署於2007年銷售曾出現結構問題的剩餘居屋單位提供額外十年結構安全保證作為招來吸引市民購買此曾出現結構問題樓宇。
天水圍天頌苑短樁醜聞，廉政公署先後控告7人，於2003年經審訊後，只有兩名品質控制工程師及助理工程監督被判串謀訛騙罪成判監7年。兩人上訴得直，案件原發還高院重審，惟兩人最後選擇認罪，於高院同被判囚4年8個月，短樁事件成為主權移交10年公屋工程最大醜聞，部份工程監督卻仍在房署工作。纏繞多年的短樁案亦告一段落。
因1999至2000年間，東涌、天水圍、油塘等房屋署公營房屋地盤接連出現短樁。廉政公署於2007年拍攝《廉政行動2007》第二集之〈沙丘城堡〉改編自沙田愉翠苑短樁案。並於無綫電視翡翠台播出。

### 紅灣半島事件

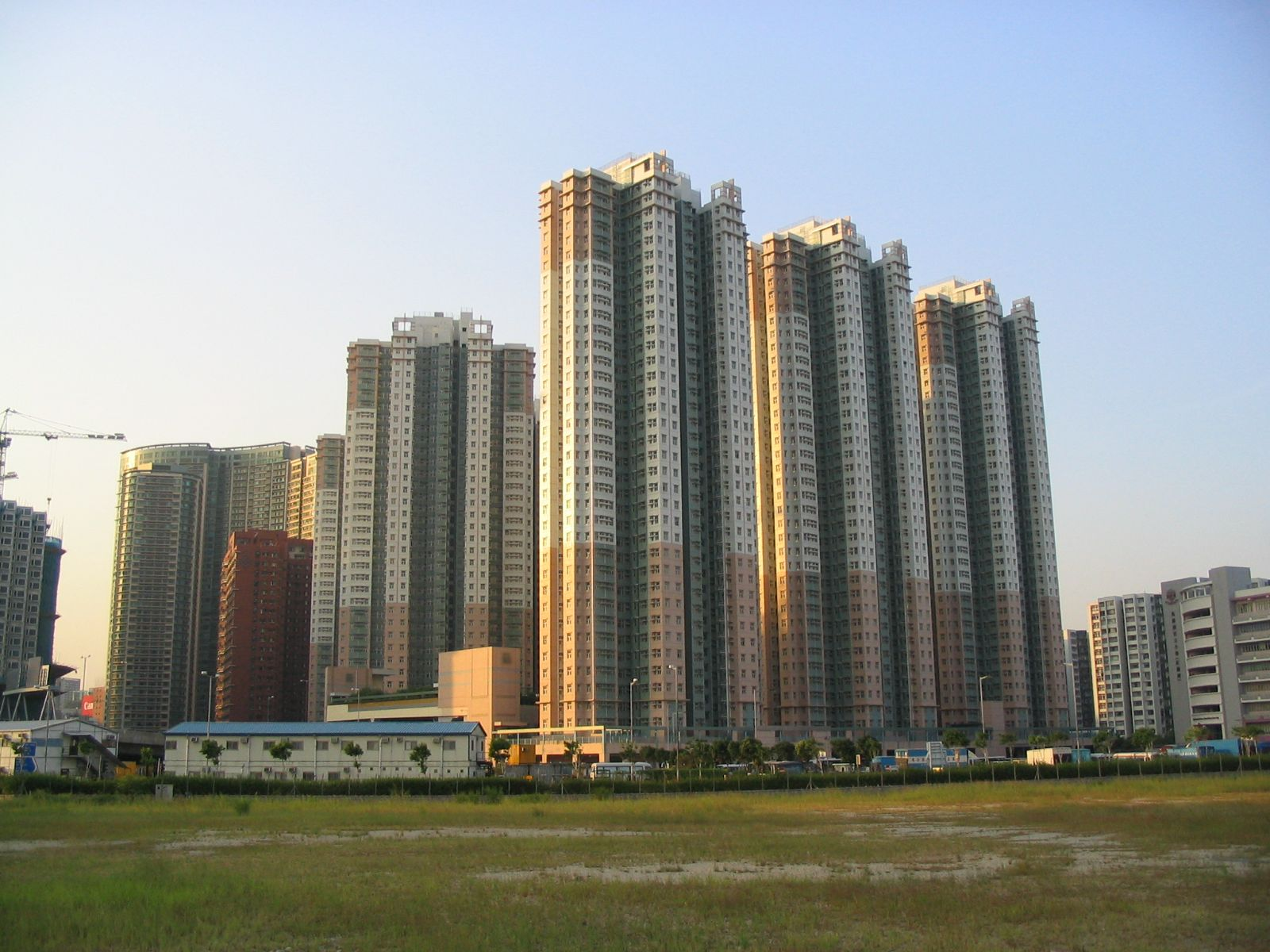
紅灣半島曾經是居者有其屋物業，最初由其士集團發展，現由新世界發展興建，再經補地價成為私人物業。

2004年，紅灣半島的發展商新世界發展與其後購得紅灣半島一半權益的新鴻基地產，宣布清拆紅灣半島，引起社會各界嘩然。社會輿論亦反對清拆紅灣半島，指清拆是浪費的行為。2004年12月10日，由於當時屋宇署指出可以批出清拆令，但不容許發展商更改總建築圖則，使發展商即使清拆了也只能建一座完全一樣的樓宇，兩大發展商由於受各界反對，被迫宣布擱置清拆計劃，事件才告平息。新世界發展及新鴻基地產於是將紅灣半島翻新，並更名為海濱南岸（Harbour Place），2008年以私人物業形式出售。
2008年8月，事隔4年，但餘波未了。前房屋及規劃地政局常任秘書長梁展文，因為這起事件，使其在各界的壓力下，並無出任新世界中國的執行董事及副董事總經理。

## 外部連結
- 香港房屋委員會（页面存档备份，存于）
- 居者有其屋計劃剩餘單位的擬議用途（页面存档备份，存于）
- 天富苑樓宇地基加固工程（页面存档备份，存于）
- 短樁事件
- 天水圍剩餘居屋單位銷售及提供額外延長十年結構安全保證（页面存档备份，存于）
- . （原始内容存档于1997-08-07）.